# Liste von Motorradmarken
Dies ist eine Liste von Motorradmarken.

## Übersicht
| Markenbezeichnung                     | Herkunftsland                   | Aktiv        | Gegründet  | Geschlossen |
| ------------------------------------- | ------------------------------- | ------------ | ---------- | ----------- |
| Adly (合騏)                           | Taiwan                          | grüner Kreis | 1988       |             |
| Aeon Motor (宏佳騰)                   | Taiwan                          | grüner Kreis | 1965       |             |
| AGM Motors                            | Volksrepublik China             | grüner Kreis | ?          |             |
| Alisze                                | Volksrepublik China             | grüner Kreis | ?          |             |
| American IronHorse                    | Vereinigte Staaten              | roter Kreis  | 1995       | 2008        |
| Aprilia                               | Italien                         | grüner Kreis | 1945       |             |
| Arch Motorcycle                       | Vereinigte Staaten              | grüner Kreis | 2011       |             |
| Arrow                                 | Volksrepublik China             | grüner Kreis | ?          |             |
| Askoll                                | Italien                         | grüner Kreis | 2014       |             |
| Aspes                                 | Italien                         | grüner Kreis | 1955       |             |
| Astra Honda Motor                     | Indonesien                      | grüner Kreis | 1971       |             |
| Axory                                 | Volksrepublik China             | grüner Kreis | ?          |             |
| Bajaj                                 | Indien                          | grüner Kreis | 1945       |             |
| Baotian (宝田)                        | Volksrepublik China             | grüner Kreis | 1994       |             |
| Benelli                               | Italien                         | grüner Kreis | 1911       |             |
| Benzhou                               | Volksrepublik China             | grüner Kreis | 1997       |             |
| Beta                                  | Italien                         | grüner Kreis | 1940       |             |
| Big Panther                           | Volksrepublik China             | grüner Kreis | ?          |             |
| Bimota                                | Italien                         | grüner Kreis | 1973       |             |
| BMW-Motorrad                          | Deutschland                     | grüner Kreis | 1917       |             |
| BM Racing                             | Volksrepublik China             | grüner Kreis | ?          |             |
| Borile                                | Italien                         | grüner Kreis | 1988       |             |
| Boss Hoss                             | Vereinigte Staaten              | grüner Kreis | 1991       |             |
| Boxer                                 | Frankreich                      | grüner Kreis | ?          |             |
| Brixton Motorcycles                   | Österreich                      | grüner Kreis | 2015       |             |
| Bubble                                | Volksrepublik China             | grüner Kreis | ?          |             |
| Buell                                 | Vereinigte Staaten              | roter Kreis  | 1993       | 2009        |
| Buffalo                               | Volksrepublik China             | grüner Kreis | ?          |             |
| Bultaco                               | Spanien                         | grüner Kreis | 1958, 2015 | 1983        |
| Burnout Trade                         | Volksrepublik China             | grüner Kreis | ?          |             |
| Cagiva                                | Italien                         | grüner Kreis | 1978       |             |
| Capriolo                              | Volksrepublik China             | roter Kreis  | ?          | 2009        |
| CCM Motorcycles                       | Vereinigtes Königreich          | grüner Kreis | 1971       |             |
| CFMOTO (春風)                         | Volksrepublik China             | grüner Kreis | ?          |             |
| City                                  | Volksrepublik China             | grüner Kreis | ?          |             |
| Classoc 2000E                         | Volksrepublik China             | roter Kreis  | 1995       | 1995        |
| Cobra                                 | Volksrepublik China             | grüner Kreis | ?          |             |
| Da Changjiang (长江)                  | Volksrepublik China             | grüner Kreis | ?          |             |
| CHM Motorsport (協合)                 | Taiwan                          | grüner Kreis | ?          |             |
| CPI Moped (捷穎)                      | Taiwan                          | grüner Kreis | ?          |             |
| CPI Motor Company                     | Taiwan                          | grüner Kreis | 1991       |             |
| CJYM (建設)                           | Volksrepublik China             | grüner Kreis | ?          |             |
| Confederate Motors                    | Vereinigte Staaten              | grüner Kreis | ?          |             |
| Corda                                 | Vereinigtes Königreich          | grüner Kreis | ?          |             |
| CR&S                                  | Italien                         | grüner Kreis | ?          |             |
| Daelim                                | Südkorea                        | grüner Kreis | 1962       |             |
| Dafier                                | Volksrepublik China             | grüner Kreis | 2002       |             |
| Dayang (大陽)                         | Volksrepublik China             | grüner Kreis | ?          |             |
| Derbi                                 | Spanien                         | grüner Kreis | 1922       |             |
| Diemen                                | Spanien                         | roter Kreis  | ?          | ?           |
| Dilecta                               | Frankreich                      | grüner Kreis | ?          |             |
| De Dion-Bouton                        | Frankreich                      | roter Kreis  | 1883       | 1968        |
| Dnepr (Днепр)                         | Ukraine                         | grüner Kreis | 1977       |             |
| Donghai                               | Volksrepublik China             | grüner Kreis | ?          |             |
| DM Telai                              | Italien                         | grüner Kreis | ?          |             |
| Ducati                                | Italien                         | grüner Kreis | 1926       |             |
| DUSS                                  | Schweiz                         | grüner Kreis | ?          |             |
| Easy Cruiser                          | Volksrepublik China             | grüner Kreis | ?          |             |
| Elig                                  | Spanien                         | roter Kreis  | 1953       | 1966        |
| Ering                                 | Volksrepublik China             | grüner Kreis | ?          |             |
| E-TON (益通)                          | Taiwan                          | grüner Kreis | ?          |             |
| Eshine (翼翔)                         | Volksrepublik China             | grüner Kreis | ?          |             |
| EVT (易維特)                          | Taiwan                          | grüner Kreis | ?          |             |
| Fantic Motor                          | Italien                         | grüner Kreis | 1968       |             |
| Ferro                                 | Polen                           | grüner Kreis | ?          |             |
| Fighter                               | Volksrepublik China             | grüner Kreis | ?          |             |
| Fire Storm                            | Volksrepublik China             | grüner Kreis | ?          |             |
| Fisher Motor Company                  | Vereinigte Staaten              | grüner Kreis | ?          |             |
| Fizz                                  | Volksrepublik China             | grüner Kreis | ?          |             |
| Flex Tech                             | Volksrepublik China             | grüner Kreis | ?          |             |
| Fuechan (富展)                        | Taiwan                          | grüner Kreis | ?          |             |
| Fulaitai (福來泰)                     | Volksrepublik China             | grüner Kreis | ?          |             |
| Futong (无锡富通)                     | Volksrepublik China             | grüner Kreis | ?          |             |
| FYM (飞鹰)                            | Volksrepublik China             | grüner Kreis | ?          |             |
| Gaia Motors (飞鹰)                    | Ungarn                          | grüner Kreis | ?          |             |
| GasGas                                | Spanien                         | grüner Kreis | 1971       |             |
| Garelli                               | Italien                         | grüner Kreis | 1919       |             |
| Gamma (加瑪)                          | Volksrepublik China             | grüner Kreis | ?          |             |
| Geely (吉利)                          | Volksrepublik China             | grüner Kreis | 1992       |             |
| Generic                               | Österreich                      | grüner Kreis | ?          |             |
| Gilera                                | Italien                         | grüner Kreis | 1909       |             |
| Go-ped                                | Vereinigte Staaten              | grüner Kreis | ?          |             |
| Grampus                               | Volksrepublik China             | grüner Kreis | ?          |             |
| Guoben                                | Volksrepublik China             | grüner Kreis | ?          |             |
| Hanglong (航龍)                       | Volksrepublik China             | grüner Kreis | ?          |             |
| Haojue (豪爵)                         | Volksrepublik China             | grüner Kreis | ?          |             |
| Haotian                               | Volksrepublik China             | grüner Kreis | ?          |             |
| Harley-Davidson                       | Vereinigte Staaten              | grüner Kreis | 1903       |             |
| Hartford (哈特佛)                     | Taiwan                          | grüner Kreis | ?          |             |
| Hensim (恆勝)                         | Volksrepublik China             | grüner Kreis | ?          |             |
| Her Chee Industrial                   | Taiwan                          | grüner Kreis | 1978       |             |
| Hercules                              | Deutschland                     | grüner Kreis | 1886       |             |
| Hero                                  | Volksrepublik China             | grüner Kreis | ?          |             |
| Hero MotoCorp                         | Indien                          | grüner Kreis | 1984       |             |
| Highland                              | Schweden                        | grüner Kreis | 1997       |             |
| Hisun                                 | Volksrepublik China             | grüner Kreis | ?          |             |
| Honda (本田技研工業)                  | Japan                           | grüner Kreis | 1948       |             |
| Horex                                 | Deutschland                     | grüner Kreis | 1923       |             |
| Hua Sha (华日)                        | Volksrepublik China             | grüner Kreis | ?          |             |
| Huatian                               | Volksrepublik China             | grüner Kreis | ?          |             |
| Huawin (華鷹)                         | Volksrepublik China             | grüner Kreis | ?          |             |
| Hurrican                              | Volksrepublik China             | grüner Kreis | ?          |             |
| Husaberg                              | Schweden                        | grüner Kreis | 1987       |             |
| Husqvarna Motorcycles                 | Österreich                      | grüner Kreis | 1903       |             |
| HWC, Henryk Willms Cycles             | Deutschland                     | grüner Kreis | ?          |             |
| Hyosung S&T Motors                    | Südkorea                        | grüner Kreis | 1978       |             |
| Indian                                | Vereinigte Staaten              | grüner Kreis | 1901       |             |
| iO Scooter                            | Österreich                      | grüner Kreis | 1998       |             |
| Jack Fox                              | Volksrepublik China             | roter Kreis  | ?          | 2010        |
| Jalon                                 | Österreich                      | grüner Kreis | 1998       |             |
| Jawa                                  | Tschechien                      | grüner Kreis | 1929       |             |
| Jianshe (建设)                        | Volksrepublik China             | grüner Kreis | ?          |             |
| Jiajue                                | Volksrepublik China             | grüner Kreis | ?          |             |
| Jinggangshan (井冈山)                 | Volksrepublik China             | grüner Kreis | ?          |             |
| Jinlun                                | Volksrepublik China             | grüner Kreis | ?          |             |
| JL (鴻運來)                           | Volksrepublik China             | grüner Kreis | ?          |             |
| JL (彰田)                             | Taiwan                          | grüner Kreis | ?          |             |
| Jmstar                                | Volksrepublik China             | grüner Kreis | ?          |             |
| Jonway (永源)                         | Volksrepublik China             | grüner Kreis | 2003       |             |
| Jordan Motors                         | Taiwan                          | grüner Kreis | ?          |             |
| JSFCO (景興發)                        | Taiwan                          | grüner Kreis | ?          |             |
| Kanced (康鑫)                         | Volksrepublik China             | grüner Kreis | ?          |             |
| Kanda                                 | Volksrepublik China             | grüner Kreis | ?          |             |
| Kanuni                                | Türkei                          | grüner Kreis | 1995       |             |
| Kawasaki                              | Japan                           | grüner Kreis | 1966       |             |
| Keeway                                | Volksrepublik China             | grüner Kreis | 1999       |             |
| Kingpeng (鵬王)                       | Volksrepublik China             | grüner Kreis | ?          |             |
| Kinlong (勁隆)                        | Volksrepublik China             | grüner Kreis | ?          |             |
| Koala                                 | Volksrepublik China             | grüner Kreis | ?          |             |
| Kosmos                                | Deutschland                     | grüner Kreis | ?          |             |
| KTM                                   | Österreich                      | grüner Kreis | 1954       |             |
| Kreidler                              | Deutschland                     | roter Kreis  | 1904       | 1982        |
| KSR Moto                              | Österreich                      | grüner Kreis | ?          |             |
| Kymco (光陽)                          | Taiwan                          | grüner Kreis | 1963       |             |
| Land Flyer                            | Volksrepublik China             | grüner Kreis | ?          |             |
| Landlex (力宏)                        | Taiwan                          | grüner Kreis | ?          |             |
| Laverda                               | Italien                         | grüner Kreis | 1949       |             |
| Leopard                               | Volksrepublik China             | grüner Kreis | ?          |             |
| Lidao (力道)                          | Taiwan                          | grüner Kreis | ?          |             |
| Lifan (力帆)                          | Volksrepublik China             | grüner Kreis | 1992       |             |
| Lingben (凌本)                        | Volksrepublik China             | grüner Kreis | ?          |             |
| LingKen (凌本)                        | Volksrepublik China             | grüner Kreis | ?          |             |
| Lohia Machinery Limited (LML)         | Indien                          | grüner Kreis | 1972       |             |
| Loncin (隆鑫)                         | Volksrepublik China             | grüner Kreis | 1993       |             |
| Longjia                               | Volksrepublik China             | grüner Kreis | ?          |             |
| LuXXon                                | Volksrepublik China             | grüner Kreis | ?          |             |
| Madness                               | Volksrepublik China             | grüner Kreis | ?          |             |
| Magni                                 | Italien                         | grüner Kreis | 1976       |             |
| Maico                                 | Deutschland                     | roter Kreis  | 1931       | 1987        |
| Malaguti                              | Italien                         | grüner Kreis | 1930       |             |
| Malanca                               | Italien                         | grüner Kreis | ?          |             |
| MBK                                   | Frankreich                      | grüner Kreis | 1984       |             |
| Motive Power Industry                 | Taiwan                          | grüner Kreis | ?          |             |
| Martin                                | Frankreich                      | grüner Kreis | ?          |             |
| MBS                                   | Deutschland                     | grüner Kreis | 1993       |             |
| Merkel Motor Company                  | Vereinigte Staaten              | roter Kreis  | 1904       | 1943        |
| Megelli                               | Vereinigtes Königreich          | grüner Kreis | 2004       |             |
| MeiTian (上海美田)                    | Volksrepublik China             | grüner Kreis | ?          |             |
| MileStorm                             | Volksrepublik China             | grüner Kreis | ?          |             |
| Minarelli                             | Italien                         | grüner Kreis | 1951       |             |
| Minerva Sachs                         | Indonesien                      | grüner Kreis | 2000       |             |
| Minsk                                 | Belarus                         | grüner Kreis | ?          |             |
| MKS ecobike                           | Volksrepublik China             | grüner Kreis | ?          |             |
| Modenas                               | Myanmar                         | grüner Kreis | ?          |             |
| F.B Mondial                           | Italien                         | grüner Kreis | ?          |             |
| Monkey                                | Volksrepublik China             | grüner Kreis | ?          |             |
| Montesa                               | Spanien                         | grüner Kreis | 1945       |             |
| Moto Guzzi                            | Italien                         | grüner Kreis | 1921       |             |
| Moto Morini                           | Italien                         | grüner Kreis | 1937       |             |
| Motorhispania                         | Spanien                         | grüner Kreis | ?          |             |
| Marine Turbine Technologies           | Vereinigte Staaten              | grüner Kreis | ?          |             |
| MV Agusta                             | Italien                         | grüner Kreis | 1945       |             |
| Moko                                  | Schweiz                         | grüner Kreis | ?          |             |
| Mulan B 50                            | Volksrepublik China             | roter Kreis  | 1995       | 1995        |
| MZ                                    | Deutschland                     | roter Kreis  | 1950       | 2016        |
| Neander                               | Deutschland                     | grüner Kreis | ?          |             |
| Nipponia                              | Griechenland                    | grüner Kreis | 1992       |             |
| Norton Motorcycles                    | Vereinigtes Königreich          | grüner Kreis | 1913       |             |
| Nova Motors                           | Volksrepublik China             | grüner Kreis | 2010       |             |
| Novus                                 | Deutschland                     | grüner Kreis | 2019       |             |
| NUT Motorcycles                       | Vereinigtes Königreich          | grüner Kreis | ?          |             |
| OffLimit                              | Volksrepublik China             | roter Kreis  | ?          | 2009        |
| Orange County Choppers                | Vereinigte Staaten              | grüner Kreis | 1999       |             |
| Peraves                               | Schweiz                         | roter Kreis  | 1980       | 2014        |
| Peugeot                               | Frankreich                      | grüner Kreis | 1898       |             |
| PGO Scooters, chinesisch 比雅久       | Taiwan                          | grüner Kreis | 1964       |             |
| Piaggio                               | Italien                         | grüner Kreis | 1884       |             |
| Puch                                  | Österreich                      | roter Kreis  | 1899       | ?           |
| Presto                                | Deutschland                     | roter Kreis  | 1897       | ?           |
| Prophete                              | Deutschland                     | grüner Kreis | 1908       |             |
| Jinan Qingqi, chinesisch 輕騎         | Volksrepublik China             | grüner Kreis | 1956       |             |
| Qianjiang / QJMotor, chinesisch 錢江  | Volksrepublik China             | grüner Kreis | 1971       |             |
| QiSheng, chinesisch 琪盛              | Volksrepublik China             | grüner Kreis | ?          |             |
| Rebel                                 | Volksrepublik China             | grüner Kreis | ?          |             |
| Red E Group                           | Frankreich                      | grüner Kreis | 2015       |             |
| Rex/RexMoto                           | Volksrepublik China             | roter Kreis  | ?          | 2010        |
| Rex-Acme                              | Vereinigtes Königreich          | roter Kreis  | 1922       | 1933        |
| Rieju                                 | Spanien                         | grüner Kreis | 1934       |             |
| Rocky                                 | Volksrepublik China             | grüner Kreis | ?          |             |
| Rokon                                 | Vereinigte Staaten              | grüner Kreis | 1958       |             |
| Rotax                                 | Österreich                      | grüner Kreis | 1920       |             |
| Romet                                 | Polen                           | grüner Kreis | 1948       |             |
| Royal Enfield                         | Indien                          | grüner Kreis | 1901       |             |
| Sachs                                 | Deutschland                     | roter Kreis  | 1895       | 2011        |
| Sachs                                 | Volksrepublik China             | grüner Kreis | ?          |             |
| Sachs Bikes                           | Deutschland                     | grüner Kreis | 1995       |             |
| Sacom                                 | Volksrepublik China             | grüner Kreis | ?          |             |
| Sanben                                | Volksrepublik China             | grüner Kreis | ?          |             |
| Sandi, chinesisch 三迪                | Volksrepublik China             | grüner Kreis | ?          |             |
| Schüttoff                             | Deutschland                     | roter Kreis  | 1908       | 1930        |
| Scomadi                               | Vereinigtes Königreich          | grüner Kreis | 2005       |             |
| Setter                                | Spanien                         | grüner Kreis | 1951       |             |
| Shandong Pioneer, chinesisch 山东先锋 | Volksrepublik China             | grüner Kreis | ?          |             |
| Shang Wei, chinesisch 上暐            | Taiwan                          | grüner Kreis | ?          |             |
| She Long, chinesisch 協隆             | Taiwan                          | grüner Kreis | ?          |             |
| Shenke                                | Volksrepublik China             | grüner Kreis | ?          |             |
| Sherco                                | Spanien                         | grüner Kreis | ?          |             |
| Side-Bike                             | Frankreich                      | grüner Kreis | ?          |             |
| Simson                                | Deutsche Demokratische Republik | roter Kreis  | 1856       | 2002        |
| SI-Zweirad                            | Volksrepublik China             | grüner Kreis | ?          |             |
| Sky Team                              | Volksrepublik China             | grüner Kreis | 1999       |             |
| Smart Rider                           | Volksrepublik China             | grüner Kreis | ?          |             |
| SMC, chinesisch 正鶴                  | Taiwan                          | grüner Kreis | 1993       |             |
| Sommer                                | Deutschland                     | grüner Kreis | 1993       |             |
| Spartan                               | Volksrepublik China             | grüner Kreis | ?          |             |
| Speed Monkey                          | Deutschland                     | grüner Kreis | ?          |             |
| Speedy                                | Volksrepublik China             | grüner Kreis | ?          |             |
| Sport                                 | Volksrepublik China             | grüner Kreis | ?          |             |
| Sprint                                | Volksrepublik China             | grüner Kreis | ?          |             |
| StarQuad                              | Volksrepublik China             | grüner Kreis | ?          |             |
| Sukida                                | Volksrepublik China             | grüner Kreis | ?          |             |
| Sum-Up                                | Volksrepublik China             | grüner Kreis | ?          |             |
| Hainan Sundiro, chinesisch 海南新大洲 | Volksrepublik China             | grüner Kreis | ?          |             |
| SunWorld, chinesisch 詳暉             | Taiwan                          | grüner Kreis | ?          |             |
| Suzuki                                | Japan                           | grüner Kreis | 1909       |             |
| Swift                                 | Volksrepublik China             | grüner Kreis | ?          |             |
| SWM                                   | Italien                         | grüner Kreis | 2014       |             |
| SYM                                   | Taiwan                          | grüner Kreis | 1954       |             |
| Taiwan Golden Bee                     | Taiwan                          | grüner Kreis | 1978       |             |
| Tanco                                 | Volksrepublik China             | grüner Kreis | ?          |             |
| China Taotao Group Xiangyuan          | Volksrepublik China             | grüner Kreis | ?          |             |
| Terra Modena                          | Italien                         | grüner Kreis | ?          |             |
| Texan                                 | Volksrepublik China             | grüner Kreis | ?          |             |
| Tiger                                 | Thailand                        | grüner Kreis | ?          |             |
| TM                                    | Italien                         | grüner Kreis | ?          |             |
| TN'G                                  | Vereinigte Staaten              | grüner Kreis | ?          |             |
| Triumph                               | Vereinigtes Königreich          | grüner Kreis | 1884       |             |
| Tutaevo                               | Russland                        | grüner Kreis | ?          |             |
| TVS Motor Company                     | Indien                          | grüner Kreis | 1982       |             |
| Tula                                  | Russland                        | grüner Kreis | ?          |             |
| Unili, chinesisch 優耐立              | Taiwan                          | grüner Kreis | ?          |             |
| Ural                                  | Russland                        | grüner Kreis | ?          |             |
| Variant                               | Volksrepublik China             | grüner Kreis | ?          |             |
| Vertemati                             | Italien                         | grüner Kreis | ?          |             |
| Vespa                                 | Italien                         | grüner Kreis | 1946       |             |
| Victory                               | Vereinigte Staaten              | grüner Kreis | 1997       | 2017        |
| Vincent                               | Vereinigtes Königreich          | roter Kreis  | 1928       | 1955        |
| Vixen                                 | Volksrepublik China             | grüner Kreis | ?          |             |
| Voge                                  | Volksrepublik China             | grüner Kreis | 2020       |             |
| VOR                                   | Italien                         | grüner Kreis | ?          |             |
| Voxan                                 | Frankreich                      | grüner Kreis | 1995       |             |
| Vyrus                                 | Italien                         | grüner Kreis | ?          |             |
| WJ, chinesisch 煒傑                   | Taiwan                          | grüner Kreis | ?          |             |
| Wu's, chinesisch 伍氏                 | Taiwan                          | grüner Kreis | ?          |             |
| Wuyang-Honda                          | Volksrepublik China             | grüner Kreis | ?          |             |
| Xingchang, chinesisch 星昶            | Volksrepublik China             | grüner Kreis | ?          |             |
| Xingfu, chinesisch 幸福               | Volksrepublik China             | grüner Kreis | ?          |             |
| Xooter                                | Volksrepublik China             | grüner Kreis | ?          |             |
| Yamaha                                | Japan                           | grüner Kreis | 1955       |             |
| Yamasaki                              | Volksrepublik China             | grüner Kreis | ?          |             |
| Yuehao, chinesisch 粵豪               | Volksrepublik China             | grüner Kreis | ?          |             |
| Zanella                               | Argentinien                     | grüner Kreis | 1948       |             |
| Zetge                                 | Deutschland                     | grüner Kreis | ?          |             |
| Zhongyu                               | Volksrepublik China             | grüner Kreis | ?          |             |
| ZID                                   | Russland                        | grüner Kreis | ?          |             |
| Zipp                                  | Polen                           | grüner Kreis | ?          |             |
| Zip Star, chinesisch 力之星           | Volksrepublik China             | grüner Kreis | ?          |             |
| Znen                                  | Volksrepublik China             | grüner Kreis | ?          |             |
| Zongshen, chinesisch 宗申             | Volksrepublik China             | grüner Kreis | ?          |             |
| Zunlon, chinesisch 尊隆               | Volksrepublik China             | grüner Kreis | ?          |             |

## Historische, heute nicht mehr produzierte Motorradmarken in alphabetischer Reihenfolge

### A
- Abako (Deutschland, Nürnberg, 1923–1925)
- ABC (Großbritannien, Byfleet (Surrey))
- A.B.C. (Deutschland, Berlin, 1922–1924)
- Abendsonne (Deutschland, Darmstadt, 1933)
- Aberdale (Großbritannien, 1947)
- Abe Star (Japan, 1951–1959)
- Abignente (Italien, 1926)
- Abingdon (Großbritannien, 1903–1925)
- A.C.E. (USA)
- ACME (Australien, Sydney, 1939–1949)
- ACME (Großbritannien, Coventry, 1902–1922)
- Achilles (Tschechoslowakei, Horní Police, 1910er-Jahre–1930er-Jahre)
- Achilles (Deutschland, Wilhelmshaven-Langewerth, 1953–1957)
- Adi Moped (BRD)
- Adler (Deutschland, Frankfurt (Main))
- Adria (Deutschland, Kamenz, 1920–1923)
- Aermacchi (Italien)
- Aeroplan (Deutschland, Kohlfurt, 1922–1925)
- Aeros (Tschechoslowakei, Kadaň, 1927–1929)
- A.F.W. (Deutschland, Brackel, 1924)
- Agrati (Italien, ab 1961 zu Garelli (Capri Roller))
- Agon (Deutschland, Augsburg, 1925)
- A.G.S. (Niederlande)
- Aiglon (Frankreich, Argenteuil, Courbevoie, Mandeure, 1902–1953)
- A.J.S. (Großbritannien)
- Alba (Deutschland, Stettin-Möhringen)
- Albert (Deutschland, Schneeberg, 1922–1924)
- Albertus (Deutschland, Königsberg, 1922–1924)
- Alcyon (Frankreich)
- Alfa-Gnom (Österreich, Wiener Neustadt, 1927–1928)
- Alge (Deutschland, Knauthain, 1923–1931)
- Allegro (Schweiz)
- Allright (Deutschland, Köln-Lindenthal)
- Allstate (Österreich, Graz, Exportmarke von Puch)
- Almora (Deutschland, Duisburg, 1923)
- Alpino (Italien)
- Altena (Niederlande, Heemstede)
- Amag (Deutschland, Berlin, 1924–1925)
- Amelung (Deutschland, Duisburg 19??–1975?)
- American IronHorse (Vereinigte Staaten, Fort Worth, Texas, 1995–2008)
- Ami (Deutschland, Berlin-Schöneberg, 1921–1925)
- Ami (Schweiz)
- Ammon (Deutschland, Berlin, 1923–1925)
- Amo (Deutschland, München, 1921–1924)
- Amo (Deutschland, Berlin-Schöneberg, 1949–1955)
- Ancillotti (Italien)
- Andress (Deutschland, Düsseldorf, 1923–1928)
- Anker (Deutschland, Bielefeld, 1949–1953)
- Apex (Deutschland, Köln, 1925–1926)
- Apfelbeck (Österreich, Waltendorf b. Graz, 1930er-Jahre–1987)
- Arco (Deutschland, Speyer, 1922–1931)
- Ardie (Deutschland, Nürnberg 1919–1958)
- Ares (Deutschland, Niederoderwitz (Sachsen) und Oberoderwitz (Sachsen), 1921–1929, gehörte zu Heros)
- Argeo (Deutschland, Berlin, 1924–1927)
- Argul (Deutschland, Köln, 1923–1926)
- Ari (Deutschland, Plauen (Vogtland), 1924–1925)
- Ariel (Großbritannien)
- Aristos (Deutschland, Berlin, 1922–1924)
- Armor (Frankreich, Paris, 1910–1934, zu Alcyon)
- Armstrong (Großbritannien)
- Aspes (Italien, Gallarate, 1955–1985)
- Astoria (Deutschland, Nürnberg, 1923–1925)
- Astra (Deutschland, München, 1923–1925)
- Atlantic (Deutschland, Brackwede, 1924–1925)
- Atlantik (Deutschland, Bamberg, 1924–1925)
- Atlantis (Deutschland, Kiel, 1926–1932)
- Atlas (Deutschland, Leipzig-Lindenau, 1924–1929)
- Austral (Frankreich, Paris und Puteaux, l–1935)
- Austria (Österreich, Trautmannsdorf, 1930–1933)
- Austria-Alpha (Österreich, Wien, 1933–1952)
- Austro-Ilo (Österreich, Wien, 1938)
- Austro-Morette (Österreich, Puntigam b. Graz, 1924–1927)
- Austro-Omega (Österreich, Korneuburg, 1930–1939)
- Autinag (Deutschland, Düsseldorf-Mörsenbroich, 1924–1925)
- Auto-Bi (USA, Buffalo NY, 1902–1912)
- Auto-Ell (Deutschland, Stuttgart, 1924–1926)
- Autoflug (Deutschland, Berlin-Johannisthal, 1921–1924)
- Automoto (Frankreich, Paris, Beaulieu, Saint-Étienne, 1901–1962)
- Autoped (USA, Long Island City, New York, 1914–1921)
- Ever-Ready Autoped
- Avis-Celer (Deutschland, Hannover, 1925–1931)
- Avola (Deutschland, Leipzig, 1924–1925)
- AWD (Deutschland, Düsseldorf/Breitscheid, 1921–1959)
- AWO (Deutschland, Suhl)
- Aza (Tschechoslowakei, Praha, 1924–1925)

### B
- B.A.F. (Tschechoslowakei, Praha, 1927–1929)
- Bafag (Deutschland, Achern, 1922–1924)
- Baier (Deutschland, Berlin, 1924–1929)
- Balaluwa (Deutschland, München, 1924–1925)
- Balkan (Bulgarien)
- B.A.M . (Deutschland, Aachen, 1933–1937)
- Bamar (Deutschland, Marburg, 1923–1925)
- Bamo (Deutschland, Bautzen, 1923–1925)
- Bartisch (Österreich, Wien, 1928) (a)
- Barry (Tschechoslowakei, Mohelnice, 1932–1938)
- Bastert (Deutschland, Bielefeld; 1949–1956)
- Batavus (Niederlande)
- Bauer (Deutschland, Klein-Auheim, 1949–1953)
- Baughan (Großbritannien, Harrow (Middlesex))
- Bayerland (Deutschland, München, 1924–1930)
- Bayern (Deutschland, München, 1923–1926)
- B.B. (Deutschland, Stettin, 1923–1925)
- B.D. (Tschechoslowakei, Praha, 1927–1929, Vorgänger von Praga)
- Be-Be (Deutschland, Berlin 1924–1927)
- Becker (Deutschland, Dresden, 1903–1906)
- Behag (Deutschland, Bremen, 1924–1926)
- Bekamo (Deutschland, Berlin, 1922–1925)
- Bekamo (Tschechoslowakei, Rumburk, 1925–1929)
- Beresa (Deutschland, Beckum, 1923–1925)
- Bergfex (Deutschland, Berlin, 1904–1909)
- Bergo (Deutschland, Kiel, 1924)
- Berlin (Deutschland, Berlin-Ludwigsfelde, 1958)
- Bero (Deutschland, Bückeburg, 1924–1925)
- Berva (Ungarn, Budapest, 1961–1972)
- Beta (Italien)
- Beuker (Deutschland, Bocholt, 1921–1929)
- Bezděz (Tschechoslowakei, Bělá pod Bezdězem, 1923–1926)
- Bianchi (Italien)
- Bimofa (Deutschland, Bielefeld, 1923–1925)
- Bison (Österreich, Liesing b. Wien, 1924–1926)
- Bismarck (Deutschland, Radevormwald, 1931–1956)
- Bleha (Deutschland, Neheim-Ruhr, 1921–1925)
- Blücher (Deutschland, Finsterwalde)
- B.N.F. (Deutschland, Bielefeld, 1903–1907)
- Bodo (Deutschland, Thale, 1924–1925)
- Bock & Holländer (Österreich, Wien, 1905–1911)
- Boge (Deutschland, Bielefeld, 1923–1927)
- Böhme (Deutschland, Berlin, 1925–1930)
- Böhmerland (Tschechoslowakei, Krásná Lípa, 1925–1939)
- Bonvicini Moto (BM) (Italien, Bologna)
- Braak (Deutschland, Gronau, 1923–1925)
- Braithwaite (Großbritannien, Kendal, 1906–1914)
- Brand (Deutschland, Berlin, 1925–1930)
- Brée (Österreich, Wien, 1920er-Jahre)
- Brennabor (Deutschland, Brandenburg (Havel), 1901–1939)
- Bridgestone (Japan)
- Britax (Großbritannien, London, 1949–1956; 1979–1985)
- Britten (Neuseeland)
- Brough Superior (Großbritannien/Frankreich, Nottingham, 1919–1940; seit 2016 Saint-Jean b. Toulouse)
- B. & S. (Deutschland, Berlin, 1925–1930)
- BSA (Großbritannien)
- Bubi (Deutschland, Cleve, 1921–1924)
- Bücker (Deutschland, Oberursel, 1922–1958)
- Bullo (Deutschland, Bremen, 1924–1926)
- Bülow (Deutschland, Magdeburg-Neustadt, 1923–1925)
- Bultaco (Spanien, Barcelona, 1959–2001)
- Burkhardtia (Deutschland, Magdeburg, 1903–1908)
- Busse (Deutschland, Magdeburg-Buckau, 1923–1928)
- B.V. (Tschechoslowakei, Prostějov, 1925–1930)

### C
- Calcott (Großbritannien, Coventry)
- Californian (USA)
- Calthorpe (Großbritannien)
- Cambra (Deutschland, Berlin, 1921–1926)
- Campion (Großbritannien, Nottingham)
- Capriolo (Italien)
- Č.A.S. (Tschechoslowakei, Praha, 1920–1924)
- Casal (Portugal)
- CCM (Großbritannien)
- Ceccato (Italien)
- Centaur (Deutschland, Forchheim, 1924–1925)
- Chaise (Frankreich, Paris, 1921–1939)
- Charlett (Deutschland, Berlin, 1921–1924)
- Charlkron (Deutschland, Ohligs (Rheinland), 1925–1926)
- Chiorda (Italien)
- Chollima (Nordkorea)
- Cimatti (Italien, Bologna)
- Cito (Deutschland, Suhl und Köln-Klettenberg, 1905–1923)
- Cityfix (Deutschland, Osnabrück, 1949–1953 (Gottfried Delius))
- C.L. (Deutschland, Hamburg, 1951)
- Claes (Deutschland, Mühlhausen (Thür.), 1904–?)
- Cless & Plessing (Österreich, Graz, 1903–1906)
- Clément-Gladiator (Frankreich, Le Pré-Saint-Gervais 1901–1935)
- Cleveland (USA)
- Clúa (Spanien, Barcelona)
- Clyno (Großbritannien, Wolverhampton)
- C.M. (Deutschland, München, 1921–1923)
- Cockerell (Deutschland, München und Nürnberg)
- Colibri (Österreich, Wien, 1953)
- Compact (Deutschland, 1901–1902)
- Condor (Großbritannien)
- Condor (Polen)
- Condor (Schweiz, Courfaivre)
- Corona (Deutschland, Brandenburg (Havel), 1900–1914)
- Cotton (Großbritannien)
- Coventry-Eagle (Großbritannien)
- Coventry-Victor (Großbritannien)
- Crocker Motorcycles (USA)
- Csepel (Ungarn, Budapest, 1949–1954)
- Cudell (Deutschland, Aachen)
- Curtiss (USA, 1903–1910)
- Cursy / Curwy (Deutschland, Sommerfeld (Brandenburg), 1921–1930)
- Cushman (USA, 1936–1965, v. a. Roller)
- Cyclop (Deutschland, Elsdorf (Rheinland), 1922–1925)
- Cyklon (Deutschland, Berlin-Charlottenburg, 1901–1905)
- Cyrus (Niederlande)

### D
- D.A.K. (Deutschland, Leipzig, 1923–1925)
- Danubius (Deutschland, Ratibor, 1923–1924)
- Danuvia (Ungarn, Budapest, 1955–1963)
- Darling (Schweiz)
- Dayton (USA, Dayton OH)
- D.A.W. (Deutschland, München, 1924–1925)
- De Dion-Bouton (Frankreich, Puteaux, ca. 1900–1930)
- De Dion-Bouton (Marke von Dilecta, Frankreich, ca. 1955–1966)
- De Dion-La Blanche (Marke von Dilecta, Frankreich)
- Defa (Deutschland, Berlin, 1921–1924)
- Degen (Österreich, Wien, 1920er-Jahre–1930er-Jahre)
- Della Ferrera (Italien, Turin, 1909–1942)
- Deloma (Deutschland, Magdeburg, 1924)
- Delta (Deutschland, Solingen, 1924)
- Delta (Deutschland, Düsseldorf, 1921–1924)
- Delta-Gnom (Österreich, Wien, 1925–1939, 1953–1959)
- Demm (Italien)
- Denia (Motorradmarke) (Deutschland, Minden, 1924–1927)
- Derny (Frankreich)
- D.F.B. (Deutschland, Bergisch Gladbach, 1921–1924)
- DGW (Zschopau, zeitweise Nutzung statt DKW während eines laufenden Markenrechtsstreits)
- DIAG (Deutschland, Leipzig, 1921–1930)
- Diamant (Deutschland, Reichenbrand (Sachsen) und Brand-Erbisdorf, 1903–1908, 1926–1928)
- Diana (Deutschland, München, 1924–1925)
- Diemen (Spanien, Elche)
- Dieterle-Dessau (Deutschland, Dessau, 1921–1925)
- Difra (Deutschland, Frankfurt (Oder), 1923–1925)
- Dihl (Deutschland, Berlin, 1923–1924)
- DISA (Dänemark)
- Dixon (Großbritannien)
- Djounn (Deutschland, Berlin-Hohenschönhausen, 1925–1926)
- D.K.F. (Deutschland, Potsdam, 1923–1924)
- DKW (Deutschland, Zschopau und Ingolstadt, 1958 zu Sachs-Gruppe)
- D.M.G. (Deutschland, Berlin, 1921–1924)
- Dobro-Motorist (Deutschland, Berlin-Charlottenburg, 1923–1925)
- Dolf (Deutschland, Frankfurt (Main), 1922–1925) (Maschinenfabrik Stein A.G., Frankfurt/Main)
- Dormann (Ungarn, 1920–1937)
- Douglas (Großbritannien, Bristol)
- D-Rad (Deutschland, Berlin-Spandau, 1921–1933)
- Dreadnought (Großbritannien, Harold Karslake, um 1902)
- Dresda (Großbritannien)
- Dringos (Deutschland, Berlin, 1924–1925)
- D.S. (Deutschland, Hamburg-Stellingen, 1925)
- DS-Malterre (Frankreich)
- D.S.H. (Österreich, Wien und Inzersdorf b. Wien, 1924–1929)
- D.S.W. (Deutschland, Berlin-Charlottenburg)
- Ducati Mototrans (Spanien)
- Ducson (Spanien, Barcelona)
- Dümo (Deutschland, Düsseldorf, 1924–1925)
- Dürkopp (Deutschland, Bielefeld, 1901–1959)
- Duncan & Suberbie (Frankreich, Croissy-sur Seine, ca. 1895–1898)
- Dunelt (Großbritannien)
- Dunstall (Großbritannien)
- Duval (Belgien)
- Duzmo (Großbritannien)
- D.W.B. (Deutschland, Bamberg, 1924–1926)

### E
- Eber (Deutschland, Ebersbach (Sachsen), 1924–1928)
- E.B.S. (Deutschland, Berlin, 1925–1930)
- Eca (Deutschland, Hamburg, 1923–1924)
- Eceka (Deutschland, Berlin, 1924–1925)
- Eckl (Deutschland, Augsburg, 1923–1926)
- Economic (Großbritannien, London)
- E.D. (Deutschland, Tuttlingen, 1926–1927)
- Ega (Deutschland, Gaggenau, 1923–1926)
- Eichelsdörfer (Deutschland, Nürnberg, 1929–1931)
- Eichler (Deutschland, Berlin, 1922–1925)
- Eisenhammer (Deutschland, Thalheim (Erzgebirge), 1923–1926)
- Elig (Spanien, Elche)
- Egli (Schweiz)
- Eisler (Tschechoslowakei, Boskovice, 1922–1924)
- Ek Chor, chinesisch 易初 (jetzt Shanghai Xingfu, Volksrepublik China)
- E.K.N. (Motorrad) Eugen Keinath (Deutschland, Neu-Ulm, Bayern, 1925)
- Elfa (Deutschland, Elsterwerda)
- Elfe (Deutschland, Leipzig und Dresden, 1923–1925)
- Elite (Deutschland, Brand-Erbisdorf, 1924–1928)
- Elring (Deutschland, Dresden-Blasewitz, 1924–1925)
- Elster (Deutschland, Elsterberg (Vogtland) und Mylau (Vogtland))
- E.M. (Österreich, Wien, 1928–1931)
- E.M.A. (Deutschland, Aalen, 1922–1925)
- Emblem (Vereinigte Staaten, Angola NY, 1907–1925)
- EMC (Großbritannien)
- E.M.H. (Deutschland, Hamburg, 1927–1929)
- EMMAG (Ungarn, 1924–1927)
- EMW (Deutschland, Eisenach, 1948–1957)
- Emwe (Deutschland, Stettin, 1924–1925)
- Enag (Deutschland, Nürnberg, 1924–1925)
- Engel (Deutschland, Merseburg, 1925)
- E.O. (Deutschland, Brand-Erbisdorf, 1930)
- EPA (Deutschland, Nürnberg, 1924–1925)
- Ergo (Deutschland, Leipzig, 1924–1925)
- Erka (Deutschland, Schwabach, 1924–1925)
- Ermag (Deutschland, Erlangen, 1923–1929)
- Ernst-MAG (Deutschland, Breslau, 1926–1929)
- Err-Zett (Österreich, Wien, 1938)
- Eschag (Deutschland, Nürnberg, 1923–1925)
- Esch-Rekord (Deutschland, Köln, 1927–1928)
- ESO (Tschechoslowakei, Divišov, 1948–?)
- Europa (Deutschland, München, 1931–1933)
- Evans-Pondorf (Deutschland, Berlin, 1925)
- Everest (Deutschland, Berlin, 1925–1926)
- Evo (Deutschland, Hannover. 1923–1925)
- Ewabra (Deutschland, Milspe (Westfalen), 1922–1925)
- Excelsior (Großbritannien, Coventry und Birmingham, 1896–1965)
- Excelsior (Deutschland, München, 1923–1924)
- Excelsior (Deutschland, Brandenburg (Havel), 1901–1937)
- Excelsior (Vereinigte Staaten, Chicago, Illinois, 1906/7–1931)
- Excelsior-Henderson (Vereinigte Staaten, Belle Plaine, Minnesota, 1993–2000)
- Express (Deutschland, Neumarkt und Nürnberg, 1903–1958)
- Eysink (Niederlande, Amersfoort)

### F
- Fabula (Deutschland, Bielefeld, 1922–1924)
- Fadag (Deutschland, Düsseldorf, 1921–1925)
- Fafnir (Deutschland, Aachen, 1900–1912)
- Fagad (Deutschland, Gardelegen, 1923–1925)
- Faka (Deutschland, Salzgitter, 1952–1957)
- Falke (Deutschland, Tarthun b. Magdeburg, 1923–1925)
- Falter (Deutschland, Bielefeld, 1952–?)
- Fama (Deutschland, Kiel, 1923–1925)
- Famag (Deutschland, Schweinfurt, 1924–1925)
- Famo (Deutschland, Mannheim, 1923–1926)
- F.A.R. (Österreich, Wiener Neustadt, 1924–1927)
- Favorit (Deutschland, Berlin)
- Favorit (Deutschland, Berlin, 1933–1938)
- F.B. (Deutschland, Breslau, 1923–1924)
- Fechtel (Deutschland, Gütersloh, 1924–1926)
- F.E.G. (Deutschland, Gera)
- Ferbedo (Deutschland, Nürnberg, 1954)
- Fex (Berlin-Neukölln, 1923–1924)
- F.H.G. (Deutschland, Krefeld, 1925–1926)
- Fichtel & Sachs (Deutschland, Schweinfurt)
- Fifi (Deutschland, Berlin, 1923–1924)
- Fix (Deutschland, Bremen, 1922–1926)
- F.K.S. (Deutschland, Berlin, 1921–1923)
- Flink (Deutschland, München, 1920–1922)
- Flottweg (Deutschland, München, 1921–1937)
- Flux (Deutschland, Berlin, 1923–1924)
- Flying Merkel (USA, Milwaukee 1911–1919)
- FMC (Frankreich)
- FN (Belgien)
- Fongri (Italien, Turin)
- Force (Österreich, Wien, 1925–1926)
- Forelle (Deutschland, Bad Wildungen, 1955–1958)
- Forster (Schweiz, Hinwil)
- Fortonia (Deutschland, Schloss Holte (Westfalen), 1924–1925)
- Fortuna (Deutschland, Nürnberg, 1921–1929)
- FP (Ungarn, 1924–1925)
- Frankonia (Deutschland, Schweinfurt, 1923–1925)
- Franzani (Deutschland, Nürnberg, 1921–1931)
- Freco (Deutschland, Hannover, 1923–1925)
- Freital (Deutschland, Zschopau, 1925–1926)
- Freyler (Österreich, Wien, 1928–1929)
- Frimo (Deutschland, München, 1923–1925)
- Frischauf (Deutschland, Frankfurt (Main), 1928–1933)
- F.S.W. (Deutschland, Berlin, 1924–1926)
- Fubo (Deutschland, Stuttgart, 1923–1925)
- Fuji Heavy Industries (Japan)

### G
- Gaggenau (Deutschland, München, 1925–1926)
- G.A.C. (Garate, Anitua y Compañía; Spanien Eibar)
- G.A.R. (Deutschland, Münster (Neckar), 1924–1926)
- Garelli (Italien)
- Gazda (Österreich, Wien, 1926)
- G.D. (Italien, 1923–1938)
- Geha (Deutschland, Kempten, 1920–1923)
- Geier (Deutschland, Lengerich, 1932–1957)
- Geka (Deutschland, Rehburg, 1925)
- Ge-Ma-Hi (Deutschland, Magdeburg, 1924–1927)
- Geppert (Deutschland, Frankfurt (Main), 1925)
- Germania (Deutschland, Dresden, 1901–1908)
- Gervo (Deutschland, Schildesche (Westfalen), 1924–1925)
- G.H. (Tschechoslowakei, Šumperk, 1924–1925)
- Ghezzi-Brian (Italien)
- Gigant (Österreich, Wien, 1936–1939)
- Gilera (Italien)
- Gillet (Frankreich)
- Gillet Herstal (Belgien, Herstal)
- Gladiator (Frankreich, Le Pré-Saint-Gervais 1901–1935)
- Glockner (Österreich, Biberwier (Außerfern), 1950er-Jahre)
- Gnädig (Deutschland, Berlin, 1925)
- Gnom (Deutschland, Oberursel, 1921–1923)
- Gnôme & Rhône (Frankreich)
- Göbel (Deutschland, Bielefeld, 1950er-Jahre)
- Goetz (Deutschland, Villingen, 1925–1935)
- Goggo (Deutschland, Dingolfing, 1951–1954)
- Gold-Rad (Deutschland, Köln, 1950er-Jahre)
- Golem (Deutschland, Zschopau und Berlin, 1921–1923)
- Golo (Österreich, Wien, 1923–1925)
- Gori (Italien)
- Göricke (Deutschland, Bielefeld, 1903–1964)
- Gouverneur (Deutschland, Schöppenstedt (Niedersachsen) und Braunschweig, 1903–1907)
- Grade (Deutschland, Magdeburg, 1903–1925)
- Greeves (Großbritannien)
- Griffon (Frankreich, Courbevoie)
- Gritzner (Deutschland, Karlsruhe, 1903–1962)
- Grizzly (Tschechoslowakei, Pardubice, 1924–1933)
- Grote (Deutschland, Berlin, 1924–1925)
- Grüco (Deutschland, Hamburg, 1924–1925)
- Gruhn (Deutschland, Berlin, 1920–1926)
- Gruhn (Deutschland, Berlin, 1921–1932)
- Grutzena (Deutschland, Belzig, 1925–1926)
- G.S. (Deutschland, Burg b. Magdeburg, 1922–1924)
- G.S. (Deutschland, Berlin, 1923–1925)
- G.S.M. (Deutschland, Niesky, 1926)
- Guazzoni (Italien)
- Güldner (Deutschland, Aschaffenburg, 1925–1926)
- Gustloff (Deutschland, Suhl (Thüringen), 1934–1939)

### H
- Hagel (Deutschland, Nürnberg, 1925–1925)
- Hai (Österreich, Mauer b. Wien, 1938–1939)
- Haja (Deutschland, Sendenhorst, 1924–1925)
- Hako (Deutschland, Rothenburg ob der Tauber, 1924–1925)
- Halumo (Deutschland, München, 1923–1926)
- Hanfland (Deutschland, Berlin, 1920–1925)
- Hansa (Deutschland, Bielefeld, 1922–1926)
- Haplamee (Deutschland, Salzwedel, 1925)
- Harlè (Deutschland, Plauen, 1920er-Jahre)
- Harras (Deutschland, Berlin, 1922–1925)
- HARSO (Deutschland, Biebrich, 1920er-Jahre)
- Hartmann (Deutschland, Eisenach)
- Hascho (Deutschland, Mühlhausen (Thüringen), 1923–1925)
- Haschüt (Deutschland, Dresden, 1929–1931)
- Haweka (Deutschland, Hamburg, 1923–1926)
- Hecker (Deutschland, Nürnberg, 1921–1956)
- Heidemann (Deutschland, 1949–1952)
- Heilo (Deutschland, Nürnberg, 1924–1925)
- Heinkel (Deutschland, Stuttgart, 1952–1962)
- Heli (Deutschland, Berlin, 1923–1925)
- Helios (Deutschland, München, 1922–1923, gehörte zu BMW)
- Hella (Deutschland, München, 1922–1924)
- Heller (Deutschland, Nürnberg, 1923–1926)
- Helo (Deutschland, Berlin, 1923–1925)
- Henderson (USA, 1911–1931)
- Henkel (Deutschland, Mäbendorf (Thüringen), 1927–1932)
- Hens (Deutschland, Iserlohn, 1923–1925)
- Herbi (Deutschland, Bad Liebenwerda, 1928–1932)
- Hercules (USA, 1901–1910)
- Hercules (Deutschland, Nürnberg, 1903-, zu Sachs)
- Herko (Deutschland, Bielefeld, 1922–1925)
- Herkra (Deutschland, Köln, 1922–1923)
- Herma (Deutschland, Augsburg, 1921–1924)
- Hermes (Deutschland, Berlin, 1924–1925)
- Herold (Deutschland, Berlin, 1923–?)
- Heros (Deutschland, Niederoderwitz (Sachsen) und Oberoderwitz (Sachsen), 1921–1929)
- Heros (Deutschland, Berlin, 1923–1924)
- Hertha (Deutschland, Berlin, 1925)
- Hesketh Racing (Großbritannien)
- Hess (Deutschland, Eberstadt, 1925)
- Hexe (Deutschland, Bamberg, 1923–1925)
- Hiekel (Deutschland, Leipzig, 1925–1933)
- Hildebrand und Wolfmüller (Deutschland, 1894–1897)
- Hirsch (Deutschland, Berlin, 1923–1924)
- Hirth (Deutschland, Stuttgart, 1924–1926)
- H.K.R. (Deutschland, Rothenburg ob der Tauber, 1925–1926)
- H.M.K. (Österreich, Wien, 1937–1948)
- H.M.W. (Deutschland, Haspe (Westfalen), 1924)
- HMW (Deutschland, Freital-Hainsberg)
- HMW (Österreich, Hallein, 1949–1964)
- Hochland (Deutschland, Landshut, 1926)
- Hoco (Deutschland, Minden, 1924–1928)
- Hodaka (USA/Japan, 1964–1979)
- Hoffmann (Deutschland, Lintorf, 1949–1954)
- Hoock (Deutschland, Köln, 1927–1929)
- Horex (Deutschland, Bad Homburg, 1923–1959)
- H. & R. (Deutschland, Niederoderwitz (Sachsen), 1921–1925)
- HRD (Vereinigtes Königreich, Birmingham, 1924–1928)
- HUC (Deutschland, Berlin, 1924–1925)
- Hüffner (Deutschland, Münster (Westfalen), 1923–1925)
- Hulla (Deutschland, Hagen b. Bremen, 1923–1931)
- Hummel (Deutschland, Sittensen, 1951–1954)
- Hurikan (Tschechoslowakei, České Budějovice, 1947)
- Husar (Deutschland, München, 1923–1925)
- Huy (Deutschland, Dresden, 1923–1926)
- HWC-Henryk Willms Cycles (Deutschland, Ilberstedt (Sachsen-Anhalt), 2007, HSN 1321)

### I
- Ideal (Deutschland, Dresden, 1924–1925)
- IFA (Deutschland, Zschopau, 1945–1959)
- ILO (Deutschland, Pinneberg, 1923–1925)
- Imme (Deutschland, Immenstadt, 1948–1951)
- Imperia (Deutschland, Hersbruck, 1923–1925)
- Imperia (Deutschland, Köln-Kalk und Bad Godesberg, 1924–1935)
- Indian (USA)
- Indus (Deutschland, Berlin, 1924)
- Intramotor Gloria (Italien)
- Italemmezeta (Italien)
- Italjet Moto (Italien, zu Kinetic)
- Iso (Italien)
- Itar (Tschechoslowakei, Praha, 1917–1930)
- Iver Johnson (USA, Fitchburg MA, 1910–1916)
- IWL – Industriewerke Ludwigsfelde (Deutschland, Ludwigsfelde, 1955–1964)

### J
- J.A.C. (Tschechoslowakei, Horaždòvice, 1929–1933)
- Jack Sport (Frankreich, Paris)
- J.A.K. (Deutschland, Gochsheim (Unterfranken), 1922–1925)
- Jale (Deutschland, München, 1923–1925)
- Jamathi (Niederlande)
- Janoir (Frankreich, St. Ouen)
- Javon (Deutschland, Nürnberg, 1928–1932)
- Jelinek (Tschechoslowakei, Prag, 1904–1908)
- J.F.K. (Tschechoslowakei, Prag, 1923–1926)
- J.H.C. (Deutschland, Nürnberg, 1922–1924)
- Joerns (USA)
- Jonghi (Frankreich, La Courneuve, 1930–1957)
- Joos (Deutschland, München, 1900–1907)
- J.S.L. (Deutschland, Liegnitz (Schlesien), 1923–1926)
- Jules (Tschechoslowakei, Brno, 1929–1934)
- Juhö (Deutschland, Fürth, 1922–1924)
- Junak (Polen, Szczecin, 1956–1965)
- Jurisch (Deutschland, Leipzig, 1926)

### K
- Kadi (Deutschland, Mannheim, 1924–1925)
- Karü (Deutschland, Stockdorf (Oberbayern), 1922–1924)
- Katho (Deutschland, Hamburg, 1923–1925)
- Kauba (Österreich, Wien, 1953)
- K.C. (Deutschland, Magdeburg, 1922–1924)
- Keni (Deutschland, Berlin, 1921–1925)
- K.G. (Deutschland, Suhl und Köln, 1919–1932)
- Kilear (Tschechoslowakei, Brno-Maloměřice, 1924–1926)
- Killinger & Freund (Deutschland, München, 1938)
- Kinetic Motor (Indien)
- King-JAP (Deutschland, Augsburg, 1928–1930)
- Klotz (Deutschland, Stuttgart, 1924–1926)
- K.M.B. (Deutschland, Köln, 1924–1926)
- K.M.S. (Deutschland, Stuttgart, 1922–1926)
- KMZ (Ukraine, zu Dnepr)
- Köbo (Deutschland, Barmen (Wuppertal), 1923–1926)
- Kobolt (Deutschland, München, 1924–1925)
- Koch (Tschechoslowakei, Praha, 1934–1935)
- KOFA (Deutschland, Nürnberg, 1923–1925)
- Kohout (Tschechoslowakei, Brno, 1904–1906)
- Kolibri (Deutschland, München, 1923–1930)
- Kondor (Deutschland, Berlin, 1924–1925)
- Kosmos (Italien, Rastignano, Marke von Moto BM)
- Koster (Deutschland, Schwerin, 1923–1925)
- K.R. (Deutschland, München, 1925–1926)
- K.R. (Deutschland, München, 1930–1933)
- Kramer (Deutschland)
- Kram-It (Italien)
- Krammer (Österreich, Wien, 1927–1929)
- Krauser (Deutschland, Mering)
- Kreidler (Deutschland, Kornwestheim, 1951–1982)
- Krieger (Deutschland, Suhl, 1925–1926)
- Kroboth (Deutschland, Seestall (Lech), 1948–1954)
- K.R.S. (Deutschland, Regensburg, 1925–1926)
- Krupp (Deutschland, Essen, 1919–1922)
- K.S.B. (Deutschland, Bautzen, 1924–1929)
- K. & K. (Deutschland, Lehrte, 1924–1925)
- Kuli (Deutschland, Berlin, 1922–1924)
- Kurier (Deutschland, Berlin, 1921–1924)
- Kurras (Deutschland, Berlin, 1920er-Jahre)
- KTM (Österreich, Mattighofen, 1954–1991; 1992 als KTM-Sportmotorcycle AG wiedergegründet)
- K.V. (Deutschland, Selb (Oberfranken), 1924–1925)
- K.Z. (Deutschland, Fürth, 1924–1925)

### L
- L.A.G. (Österreich, Liesing b. Wien, 1921–1929)
- Lanco (Österreich, Wien 3, Erdberg)
- Lambretta (Italien)
- Lanco (Österreich, Wien, 1921–1926)
- Landa (Spanien, Madrid, 1916–1930)
- Landgrebe (Deutschland, Dresden, ca. 1919–1924)
- Laurin & Klement (Tschechoslowakei, Mladá Boleslav, 1899–1907)
- L.D.R. (Deutschland, Augsburg, 1922–1925)
- Lebelt (Deutschland, Wilthen (Sachsen), 1925)
- Leifa (Deutschland, Kiel, 1924–1925)
- Lem (Italien)
- Leopard (Deutschland, Magdeburg, 1922–1926)
- L.F.G. (Deutschland, Berlin und Seddin (Pommern), 1921–1924)
- Light (USA, vor dem Ersten Weltkrieg)
- Liliput (Deutschland, Köln, 1923–1926)
- Linser (Tschechoslowakei, Liberec, 1904–1914)
- Linsner (Deutschland, München, 1922–1924)
- Lito (Schweden)
- Lloyd (Deutschland, Bremen, 1922–1926)
- Lloyd (Deutschland, Nürnberg, 1923–1926)
- Lohia Machinery Limited (LML; Indien, Kanpur, 1972)
- Lohner (Österreich, Wien, 1950er-Jahre)
- Lomos (Deutschland, Zschopau und Berlin, 1922–1924)
- Lord (Deutschland, München, 1929–1931)
- Lorenz (Deutschland, Stettin, 1921–1922)
- Lorenz (Deutschland, Berlin, 1921–1924)
- Lube (Spanien)
- Lucas (Deutschland, Gotha, 1924)
- Ludolph (Deutschland, Bremerhaven, 1925)
- Lupus (Deutschland, Stuttgart, 1924–1926)
- Lurquin-Coudert (Frankreich, Paris, 1904–1914)
- Lutrau (Deutschland, Walldorf (Baden), 1924–1933)
- Lutz (Deutschland, Braunschweig, 1949–1954)
- LuWe (Deutschland, Freiburg (Breisgau), 1924–1928)
- L.W.D. (Deutschland, Detmold, 1923–1926)

### M
- Mabeco (Deutschland, Berlin, 1922–1927)
- Mabret (Deutschland, Hamburg, 1927–1928)
- Maco (Deutschland, Eisenach, 1921–1926)
- Mafa (Deutschland, Marienberg (Sachsen), 1923–1927)
- Magnat-Debon (Frankreich) (1906–1930, ab 1930 zu Terrot)
- Magnet (Deutschland, Berlin, 1901–1924)
- Magni (Italien)
- Maico (Deutschland, Pfäffingen, 1926–1996)
- Majestic (Frankreich, Orléans und Chatenay-Malabry, 1929–1936)
- Malaguti (Italien)
- Malanca (Italien)
- Mammut (Deutschland, Nürnberg, 1925–1933)
- Mammut (Deutschland, Bielefeld, 1953–1956)[2]
- Manet (Slowakei, Považská Bystrica, 1948–1965, 1993-2006)
- Manurhin (Frankreich)
- Mars (Deutschland, Nürnberg, 1903–1958)
- Marsh (USA)
- Marsh-Metz (MM) (USA, Brockton, Massachusetts, 1905–1922)
- Martin (Frankreich)
- Marvel (USA, 1910–1914)
- Mas (Deutschland, München, 1923–1924)
- M.A.T. (Tschechoslowakei, Praha, 1929)
- Matador (Deutschland, Staßfurt, 1925–1926)
- Matchless (Großbritannien, London)
- Matra (Ungarn, 1930er-Jahre)
- Maurer (Deutschland, Nürnberg, 1922–1926)
- Mawi (Deutschland, Swinemünde, 1923–1930)
- Max (Deutschland, Berlin-Schöneberg, 1924–1925)
- M.B. (Tschechoslowakei, Praha, 1927–1928)
- M.C. (Tschechoslowakei, Praha, 1925–1928)
- M.D. (Deutschland, München, 1922)
- Megola (Deutschland, München, 1921–1925)
- Meister (Deutschland, Bielefeld, 1949–1959)
- Menos (Deutschland, Berlin, 1922–1923)
- Méray (Ungarn, 1920–?)
- Merco (Deutschland, Berlin, 1922–1924)
- Merkel (USA, Milwaukee, 1901–1910)
- Merkel-Light (USA, Milwaukee, 1906–1910)
- Messerschmitt (Deutschland)
- Messner (Österreich, Wien, 1928–1932)
- Meteor (Tschechoslowakei, Praha, 1909–1926)
- Meteor (Deutschland, Stettin, 1925–1926)
- Meteor (Deutschland, Hannover, 1924–1926)
- Metz (USA, Waltham, Massachusetts, 1902–1905)
- Meybein (Deutschland, Hittfeld (Hamburg), 1922–1926)
- Meybra (Deutschland, Bayreuth, 1923–1925)
- Mezo (Österreich, Wien, 1921–1924)
- M.F. (Deutschland, Nürnberg, 1922–1925)
- M.F.B. (Deutschland, Hamburg, 1923–1924)
- M.F.B. (Deutschland, Naumburg (Saale), 1925–1927)
- M.F.Z. (Deutschland, Berlin-Köpenick, 1921–1928)
- M.G.C. (Frankreich) (Marcel Guiguet Cigogne (Storch))
- M.G.F. (Deutschland, Berlin, 1926–1931)
- Michaelson (USA, Minneapolis MN)
- Michelsohn (Deutschland, Minden, 1923–1925)
- Miele (Deutschland, Bielefeld und Gütersloh, 1949–1954)
- Miller Balsamo (Italien, Mailand 1921 - 1959)
- Mimoa (Deutschland, Achern (Baden), 1924)
- Minerva (Belgien, Antwerpen)
- Minneapolis (USA, Minneapolis, Minnesota)
- Minneapolis (USA, Minneapolis, Minnesota); kein Bezug zur Minneapolis Motor Company
- Mitsubishi Heavy Industries (Japan)
- Mi-Val (Italien, Brescia)
- M.J. (Deutschland, Immendingen, 1925)
- M.J.S. (Deutschland, Nürnberg, 1924–1925)
- MM (Italien, 1924–1964)
- MM (USA, Brockton, Massachusetts, 1905–1922)
- M.M. (Deutschland, Minden, 1902–1906)
- M.M.M. (Deutschland, München, 1925)
- Mobylette (Frankreich, Marke von Motobécane)
- Mofa (Deutschland, Kemberg (Sachsen-Anhalt), 1920–1925)
- Monarch (USA, Owego NY, 1912–1913)
- Monark (Schweden)
- Monet et Goyon (Frankreich, Mâcon)
- Montgomery Motorcycles (Großbritannien, Coventry, 1913–1939)
- Montlhéry (Österreich, Wien, 1926–1928)
- Morbidelli (Italien, Pesaro)
- Moser (Österreich, Mattighofen, 1953–1954, Vorgänger von KTM)
- Moser (Schweiz, 1905–1935)
- Motag (Deutschland, Berlin, 1923)
- Mota (Deutschland, 1948–1952)
- Motobécane (Frankreich, 1923–1984)
- Motobi (Italien, Pesaro)
- Moto BM (Italien, Rastignano)
- Motolux (Frankreich, Luxemburg)
- Motom (Italien)
- Moto Rêve (Schweiz)
- Moto Rumi (Italien)
- Motosacoche (Schweiz, Genève)
- Moto-Sport (Deutschland, Stuttgart-Fellbach, 1956–1959)
- Möwe (Deutschland, Mühlhausen (Thüringen), 1903–?)
- M.T. (Österreich, Traiskirchen und Wien, 1925–1935)
- Müco (Deutschland, Augsburg, 1921–1924)
- M.U.F.I. (Deutschland, Hannover, 1925–1926)
- Müller (Österreich, Wien, 1924–1926)
- Münch (Deutschland, Niederflorstadt und Ossenheim und Altenstadt (Hessen), 1966–1976)
- MuZ (Deutschland, Zschopau, 1992–1998)
- M.W. (Deutschland, Altenberg-Noblitz, 1924–1926)

### N
- Namapo (Deutschland, Stettin, 1922–1924)
- Nassovia (Deutschland, Wiesbaden, 1925)
- Neander (Deutschland, Euskirchen, 1923–1929)
- Necko (Deutschland, Lengerich, (Neckermann, Hersteller: Geier Werke))
- Neco (Tschechoslowakei, Bratislava, 1923–1927)
- Nera (Deutschland, Kirchentellinsfurt, 1950–1952)
- Neracar (USA)
- Nestoria (Deutschland, Nürnberg, 1923–1931)
- Neve (Deutschland, Neumünster (Holstein), 1924–1926)
- New Hudson (Großbritannien)
- New Imperial (Großbritannien)
- Niesner (Österreich, Wien, 1905–1914)
- Nimbus (Dänemark, København, 1932–1960)
- N.I.S. (Deutschland, Nürnberg, 1925–1926)
- N.K.F. (Deutschland, Berlin-Tempelhof, 1924–1925)
- Nordstern (Deutschland, Wasseralfingen, 1922–1924)
- Norwed (Deutschland, Hannover, 1924–1926)
- Norton (Großbritannien)
- Nova (Ungarn, 1925–1928)
- Novicum (Tschechoslowakei, Praha, 1904–1908)
- NSH (Deutschland, Bad Hersfeld, 1923–1929)
- NSU (Deutschland, Neckarsulm, 1901–1966)
- Nux (Deutschland, Berlin, 1924–1925)
- Nymanbolagen (Schweden, Uppsala, -1960)

### O
- O & B (Österreich, Wien, 1904)
- Oberle (Deutschland, Singen (Hohentwiel), 1927–1929)
- OCRA (Deutschland, Nürnberg, 1923–1925)
- O.D. (Deutschland, Dresden und Brand-Erbisdorf, 1921–1955)
- Oda (Deutschland, Hamburg, 1924–1925)
- Oda (Deutschland, Hamburg, 1925–1926)
- Ofran (Deutschland, Magdeburg, 1923–1925)
- Ogar (Tschechoslowakei, Praha, 1934–1946)
- O.G.E. (Deutschland, Leipzig, 1921–1924)
- O.H.B. (Deutschland, Berlin, 1928)
- OK-Supreme (Großbritannien)
- O.M. (Deutschland, Breslau, 1924–1926)
- Omnia (Deutschland, Bad Godesberg, 1931–1933)
- Opel (Deutschland, Rüsselsheim, 1901–1903, 1913–1924, 1928–1930)
- Ori (Deutschland, Brake (Westfalen), 1923–1925)
- Orania (Deutschland, Dillenburg, 1926–1927)
- ORIAL (Deutschland, Nürnberg, 1929–1931)
- Orient-Aster (USA, Waltham MA, 1898–1904)
- Orion (Tschechoslowakei, Slány, 1902–1933)
- Original-Krieger (Deutschland, Suhl, 1925)
- Orionette (Deutschland, Berlin, 1921–1925)
- OSSA (Orpheo Sincronia SA) (Spanien)
- Ortloff (Deutschland, Berlin-Charlottenburg, 1924–1926)
- Oruk (Deutschland, Chemnitz, 1922–1924)
- Oscha (Deutschland, Böhlitz-Ehrenberg (Sachsen), 1924–1925)
- Otto (Deutschland, München, 1928–1930)
- OWUS (Deutschland, Nürnberg, 1927)

### P
- Paffrath (Deutschland, Altenburg (Sachsen), 1924–1926)
- Pamag (Deutschland, Paderborn, 1952–1953)
- Pan (Deutschland, Berlin, 1924–1925)
- Panni (Ungarn, Budapest, 1959–1962)
- Pannonia (Ungarn, Budapest, 1954–1975)
- Panther (Deutschland, Magdeburg und Braunschweig, 1903–1907)
- Panther (Deutschland, Löhne (Westfalen), 1933–1959)
- Panther (Großbritannien)
- Paqué (Deutschland, Augsburg, 1922–1925)
- Parilla (Italien, Milano)
- Patria (Deutschland, Solingen, 1925–1950)
- Pawa (Deutschland, Berlin, 1922)
- Pawi (Deutschland, Berlin, 1922–1924)
- PE (Deutschland, Hamburg, 1923–1924)
- Pentamoto (Italien)
- Per (Deutschland, Braunschweig und Zwickau, 1924–1925)
- Perkeo (Deutschland, Berlin, 1924–1926)
- Permo (Deutschland, Holzhausen (Ammersee), 1952–1954)
- Perpedes (Österreich, Wien, 1923–1926)
- Perplex (Deutschland, Mannheim)
- Persch (Österreich, Graz, 1923–1925)
- Perun (Tschechoslowakei, Turnov, 1904–?)
- Peta (Tschechoslowakei, Plzeň, 1921–1924)
- Peters (Deutschland, Berlin, 1924)
- Peugeot (Frankreich, Paris)
- Pfeil (Deutschland, Mühlhausen (Thüringen), 1903–1907)
- Phänomen (Deutschland, Zittau, 1903–1907, 1930er-Jahre)
- Phänomen (Deutschland, Bielefeld, 1950–1956)
- Phantom (Deutschland, Berlin-Neukölln, 1921–1928)
- Phelon & Moore (Großbritannien)
- Phönix (Deutschland, Neheim (Ruhr), 1933–1935)
- Pichler (Österreich, Wien, Ende der 1920er-Jahre)
- Pierce (USA, Buffalo NY, 1907–1913)
- Pilli (Deutschland, Hannover, 1924–1926)
- Pimph (Deutschland, Düsseldorf, 1925–1926)
- Pirol (Deutschland, Dortmund, 1951–1954)
- Ponny (Deutschland, Schildsche (Westfalen), 1924–1926)
- Pony (Deutschland, Frankfurt (Main), 1924–1926)
- Pope-Hartford (USA, Hartford CT, 1911–1918)
- Postler (Deutschland, 1920–1925)
- Poustka (Tschechoslowakei, Praha-Vinohrady, 1924–1934)
- Praga (Tschechoslowakei, Praha-Karlin, 1929–1935)
- Precision (Großbritannien, Glasgow)
- Pratt (USA, Elkhart IN, 1911)
- Premier (Großbritannien, 1908–?)
- Premier (Deutschland, Nürnberg, 1910–1913)
- Premier (Tschechoslowakei, Cheb, 1913–1933)
- Presto (Deutschland, Chemnitz, 1901–1903, 1930er-Jahre)
- Prior (Deutschland, Nürnberg, 1904–…)
- Progat (Deutschland, Burg b. Magdeburg, 1924–1926)
- Progress (Deutschland, Berlin-Charlottenburg, 1901–1912)
- Progreß (Deutschland, Stadelhofen (Baden), 1952–1962)
- Propul (Deutschland, Köln, 1925–1926)
- Puch (Österreich, Graz, 1903–2000)

### R
- Rabbit (Japan)
- Rabeneick (Deutschland, Brackwede (Westfalen), 1930er-Jahre–1959)
- Racycle (USA, vor dem Ersten Weltkrieg)
- Radex (Deutschland, Neumarkt (Oberpfalz), 1950er Jahre, Marke der Express Werke)
- Ramzey (Türkei)
- Rapid (Deutschland, 1924–?, Marke der Firma Gebrüder Lorenz)
- Ratingia (Deutschland, Ratingen, 1923–1925)
- Rau (Deutschland)
- Reading Standard (USA, vor dem Ersten Weltkrieg)
- Record (Deutschland, Berlin, 1922–1924)
- Reform (Österreich, Wien, 1903)
- Reh (Richard Engelbrecht Hamburg, Deutschland, Hamburg, 1948–1953)
- Reliance (USA, Owego NY, 1903–1911)
- Renner-Original (Deutschland, Dresden, 1924–1932)
- Rennsteig (Deutschland, Suhl, 1926–1930)
- Republic (Tschechoslowakei, Mladá Boleslav, 1899–1907, Exportmarke von Laurin & Klement)
- Rex (Deutschland, Nürnberg, 1923–1925)
- Rex (Deutschland, München, 1953–1964)
- Rex (Schweden, Halmstad)
- Rex (Großbritannien, Birmingham und Coventry)
- Rex-Acme (Großbritannien, Birmingham und Coventry, 1922–1933)
- R. & F. (Deutschland München, 1924–1926)
- Ribi (Deutschland, Berlin, 1923–1925)
- Rickman (Großbritannien)
- Riga (Lettland)
- Rinne (Deutschland, Berlin, 1925–1930)
- Riwina (Deutschland, Bielefeld, 1924–1925)
- Rixe (Deutschland, Brake (Westfalen), 1930er-Jahre, 1949–1984)
- R. & K. (Tschechoslowakei, Šternberk, 1924–1926)
- RMH (Rafael Mira e Hijos; Spanien, Valencia)
- R.M.W. (Deutschland, Neheim (Ruhr), 1926–1957)
- Robako (Deutschland, Berlin, 1924–1926)
- Roco (Deutschland, Berlin-Charlottenburg, 1922–1925)
- Roconova (Deutschland, Berlin-Charlottenburg, 1924–1926)
- Röhr (Deutschland, Landshut, 1952–1959)
- Roland (Deutschland, Berlin, 1923–1924)
- Rössler & Jauernig (Tschechoslowakei, Ústí nad Labem, 1902–1907)
- Roter Teufel (Deutschland, Berlin-Charlottenburg, 1923–1925)
- Rotter (Deutschland, Schönebeck (Elbe), 1924–1925)
- Royal (Deutschland, Berlin, 1902–1914)
- Royal Enfield (Indien)
- Royal Nord (Belgien)
- Royal Standard (Schweiz)
- R.S. (Deutschland, Berlin-Spandau, 1924–1925)
- R.S. (Deutschland, Karlsruhe, 1925–1927)
- R.U.D (Deutschland, Dresden, 1927–1930)
- Rüder (Deutschland, Hamm, 1920er-Jahre)
- Rudge (Großbritannien, Coventry)
- Rulliers (Tschechoslowakei, Praha, 1925–1929)
- Rumi (Italien)
- Runge (Hannover, 1923–1926)
- Ruppe (Deutschland, Berlin, 1927–1930)
- Rupp (Deutschland, Swinemünde, 1929–1931)
- RUT (Deutschland, Nürnberg, 1923–1924)
- Ruwisch (Deutschland, Köln-Ehrenfeld, 1948–1950)
- R.W.C. (Österreich, St. Christophen b. Neulengbach (Niederösterreich), 1953–?)

### S
- Salvador (Spanien, Barcelona)
- Sagitta (Tschechoslowakei, Praha-Vinohrady, 1928–1930)
- Sanglas (Spanien)
- S.A.R. (Deutschland, Berlin-Charlottenburg, 1923–1930)
- Saracen (Großbritannien)
- Saroléa (Belgien)
- Satan (Tschechoslowakei, Praha, 1929)
- Sartorius (Deutschland, Bunzlau (Schlesien), 1924–1926)
- Saturn (Deutschland, Kamenz, 1924–1925, Marke der Steudel-Werke)
- S.B.D. (Deutschland, München, 1923–1924)
- Scheibert (Österreich, Wien, 1911–1913)
- Schliha (Deutschland, Berlin, 1924–1933)
- Schlimme (Deutschland, Falkenberg (Sachsen), 1924–1925)
- Schmidt (Deutschland, Fischendorf b. Leisnig, 1922–1924)
- Schneider (Deutschland, Görlitz, 1924–1926)
- Schnell-Horex (Deutschland, Karlsruhe, 1952–1954)
- Schroff-Record (Deutschland, Berlin, 1923–1925)
- Schunk (Deutschland, Zella-Mehlis (Thüringen), 1926–1928)
- Schürhoff (Deutschland, Bielefeld und Gevelsberg (Westfalen), 1920er-Jahre, 1949–1953)
- Schütt (Deutschland, Flensburg, 1933–1934)
- Schüttoff (Deutschland, Chemnitz, 1924–1932)
- Schwalbe (Deutschland, Aalen, 1924–1926)
- Schweppe (Deutschland, Dillenburg, 1949–1950)
- S.C.K. (Deutschland, Köln, 1924–1925)
- Scott (Großbritannien)
- Sears (USA, 1910–1916)
- Seegard (Deutschland, Berlin, 1924–1925)
- Seeley (Großbritannien, Belvedere (Kent), 1966–1979)
- Seidel & Naumann (Deutschland)
- Seith (Deutschland, Hof (Saale), 1949–1950)
- Sewüt (Deutschland, Schweinfurt und Würzburg, 1924–1926)
- S.F.M. (Polen)
- S-Fortis (Tschechoslowakei, Jaktar (Opava), 1929–1931)
- S.F.W. (Deutschland, Wasseralfingen, 1924–1926)
- S & G (Deutschland, Nürnberg, 1926–1932)
- S.H. (Deutschland, Karlsruhe, 1925–1927)
- Sieg (Deutschland, Siegen, 1922–1930)
- Siegfried (Deutschland, Kyritz, 1924)
- Simson (Deutschland, Suhl, 1952–2002)
- Sirocco (Tschechoslowakei, Šumperk, 1925–1928)
- Sitta (Deutschland, Sittensen, 1949–1955, identisch mit Hummelerke)
- Sko (Tschechoslowakei, Praha, 1925)
- Slavia (Tschechoslowakei, Mladá Boleslav, 1899–1907, Exportmarke von Laurin & Klement)
- Smart (Frankreich, 1922–1927)
- Smart (Österreich, Wiener Neustadt, 1925–1932)
- S.M.W. (Deutschland, Stockdorf (Oberbayern), 1923–1933)
- S. & N. (Deutschland, Dresden, 1901–1908)
- Snob (Deutschland, Düsseldorf, 1921–1925)
- Sokół (Polen)
- Soyer (Frankreich, Colombes, 1920–1937)
- Soyer & Clapson (Frankreich 1919–1934)
- Sparta (Niederlande)
- Speed (Frankreich, Paris, 1952–1956)
- Spiegler (Deutschland, Aalen, 1927–1932)
- Spieß (Deutschland, Berlin-Spandau, 1902–1907)
- Spindler (Deutschland, Kassel, 1923–1925)
- Sprite (Großbritannien)
- Stabylcar (Frankreich)
- Stadion (Tschechoslowakei, Rabovnik, 1930er-Jahre–1950er-Jahre)
- Standard (Deutschland, Hagen, 1922–1924)
- Standard (Deutschland, Ludwigsburg und Stuttgart und Plochingen (Neckar), 1925–1939)
- Star (Deutschland, Berlin, 1920–1924, Marke der Deutschen Industriewerke)
- Steib (Seitenwagenbau, Deutschland, Nürnberg, 1914-…)
- Sterna (Deutschland, Berlin, 1922–1924)
- Sticherling (Deutschland, Egeln b. Magdeburg, 1923–1926)
- Stock (Deutschland, Berlin und Heidelberg, 1924–1933)
- Stoewer (Deutschland, Stettin, 1904–1905)
- Stolco (Deutschland, Stuttgart, 1922–1924)
- Strolch (Deutschland, 1950–1959)
- Struco (Deutschland, Bielefeld, 1922–1924)
- Sturm (Deutschland, Lüneburg, 1923–1925)
- Styriette (Österreich, Graz, 1938, Marke von Steyr-Daimler-Puch)
- S. & U. (Deutschland, Nürnberg, 1925–1926)
- Sudbrack (Deutschland, Bielefeld, 1950–1952)
- Sunbeam (Großbritannien)
- Superia (Deutschland, Karlsruhe, 1925–1928)
- S.U.T. (Deutschland, Berlin, 1921–1927)
- Swallow Gadabout (Großbritannien, Walsall, Staffordshire, 1946–1951)

### T
- Tarzan (Deutschland, München, 1925)
- T.A.S. (Deutschland, Saarbrücken, 1924–1931)
- Tautz (Deutschland, Leipzig, 1921–1923)
- Teco (Deutschland, Stettin, 1920–1926)
- Teko (Deutschland, Kolberg (Pommern), 1923–1925)
- Temperino (Italien, Turin)
- Terra (Deutschland, Schweidnitz (Sachsen), 1922–1924)
- Terrot (Frankreich, Dijon, 1902–1958)
- Terrot (Tschechoslowakei, Olomouc, 1927–1935)
- Teudelhoff (Deutschland, 1901–1904)
- Thor (USA, Aurora IL, 1902–1916; fertigte für Indian und Sears)
- Thunderbike (Deutschland, Hamminkeln)
- Tiger (Deutschland, Köln, 1901–1907)
- Tika (Deutschland, Bielefeld, 1921–1924)
- Titan (Österreich, Puntigam b. Graz, 1927–1933)
- T.M. (Italien)
- Tohatsu (Japan)
- Tomos (Jugoslawien)
- Tornax (Deutschland, Wuppertal, 1926–1955)
- Torpedo (Deutschland, Geestemünde, 1901–?)
- Torpedo (Tschechoslowakei, Kolín nad Labem, 1903–1914)
- Torpedo (Deutschland, Frankfurt (Main), 1928–1953)
- Tremo (Deutschland, Berlin, 1925–1927)
- Tremonia (Deutschland, Dortmund, 1950er-Jahre)
- Trianon (Deutschland, Herford, 1922–1925)
- Tripol (Tschechoslowakei, Rokycan, 1925–1926)
- Triumph (auch TWN, Deutschland, Nürnberg, 1903–1957)
- Troll (Deutschland, Lamspringe, 1948–1951)
- Tropfen (Deutschland, Osnabrück, 1924–1925)
- Trusty (Tschechoslowakei, Liberec, 1926–1930)
- T.X. (Deutschland, Berlin, 1924–1927)

### U
- Ude (Deutschland, Bielefeld, 1924–1925)
- Ultima (Frankreich, Lyon 1908–1958)
- Union (USA, Highlandsville MA)
- Universal (Schweiz)
- Universal (Deutschland, Dresden, 1925–1929)
- Universelle (Deutschland, Dresden, 1925–1929)
- Urania (Deutschland, Cottbus, 1934–1939)
- URS (Deutschland)
- UT (Deutschland, Stuttgart, 1925–1962)

### V
- VABIS (Schweden, Södertälje)
- Van Veen (Niederlande, Amsterdam, 1974–1981)
- Varel (Deutschland, Varel, 1952–1953)
- Vaterland (Deutschland, Neuenrade (Westfalen), 1930er-Jahre)
- Velamos (Tschechoslowakei, Šumperk, 1928–1935)
- Velocette (Großbritannien)
- Venus (Deutschland, Donauwörth, 1953–1955)
- Victoria (Deutschland, Nürnberg, 1886–1959)
- Vincent (Großbritannien)
- Vindec-Special (Deutschland, Köln, 1903–1914)
- Vis (Deutschland, München, 1923–1925)
- V.S. (Deutschland, Köln, 1909–1914)
- Vollblut (Deutschland, Stuttgart, 1925–1927)
- Vomo (Deutschland, Nürnberg, 1922–1923)
- Voran (Deutschland, Berlin, 1921–1924)

### W
- Wackwitz (Deutschland, Krefeld, 1920–1922)
- Walba (Deutschland, Reutlingen, 1949–1952)
- Walker Brothers (Großbritannien, Leeds, West Yorkshire), um 1897 (Lizenz New Beeston)
- Walmet (Deutschland, Bad Wildungen, 1924–1926)
- Walter (Deutschland, Mühlhausen (Thüringen), 1903–1935)
- Walter (Tschechoslowakei, Jinonice, bis 1927)
- Wanderer (Deutschland, Chemnitz und Schönau (Sachsen), 1902–1929)
- Warwick (USA, vor dem Ersten Weltkrieg)
- Weber-MAG (Deutschland, Mannheim, 1926–1927)
- Weber & Reichmann (Tschechoslowakei, Varnsdorf)
- Wecoob (Deutschland, Oberursel (Taunus), 1925–1930)
- Wegro (Deutschland, Berlin, 1922–1923)
- Weise (Deutschland, Berlin)
- Weiss (Deutschland, München, 1925–1927)
- Wela (Deutschland, Apolda (Thüringen), 1925)
- Weller (Großbritannien, West Norwood (London))
- Wels (Deutschland, Bautzen, 1925–1926)
- Welt-Rad (Deutschland, Schönebeck (Elbe), 1901–1907)
- Werner (Frankreich, Paris)
- Werner-MAG (Österreich, Wien, 1928–1930)
- Werno (Deutschland, Berlin, 1921–1924)
- Wespe (Österreich, Wien, 1937)
- Westfalia (Deutschland, Oelde, 1901–1906)
- W.F.M. (Polen)
- White (Ungarn, Budapest, 1954–1975, Exportmarke von Pannonia)
- Wiga (Deutschland, Ludwigshafen, 1928–1930)
- Wikro (Deutschland, Köln, 1924–1926)
- Wimmer (Deutschland, Sulzbach (Inn), 1921–1939)
- Windhoff (Deutschland, Berlin, 1925–1933)
- Wittekind (Deutschland, Bielefeld, 1952–1954)
- Wittler (Deutschland, Bielefeld, 1924, 1950–1953)
- W.K. (Deutschland, Berlin, 1920–1922)
- W.K.B. (Österreich, Wien, 1923–1924)
- WMB (Ungarn, Budapest, 193?–1939)
- W.M.R. (Deutschland, Rottenburg (Neckar), 1927–1931)
- WOAG (Deutschland, Oldenburg/Oldb., 1921–1926)
- Wotan (Deutschland, Dresden und Chemnitz, 1923–1925)
- W.S.E. (Deutschland, Görlitz, 1924–1925)
- W.S.M. (Deutschland, München, 1922–1924)
- Wuco (Deutschland, Halle/Saale, 1925)
- Wurring (Deutschland, Breitscheid b. Düsseldorf, 1921–1939)
- Württembergia (Deutschland, Berlin und Velten (Brandenburg), 1925–1933)
- W. & W. (Österreich, Wien, 1925–1927)
- WSK (Polen)[3].
- Wyse (USA)

### Y
- York (Österreich, Wien, 1927–1929)
- York (Deutschland, Halle (Saale), 1929–1930)

### Z
- Zanetti (Italien)
- Zegemo (Deutschland, Dresden, 1924–1926)
- Zehnder (Schweiz)
- Zehner (Deutschland, Suhl, 1924–1926)
- Zenith (Großbritannien)
- Zetge (Deutschland, Görlitz und Dresden, 1922–1926)
- Zeugner (Deutschland, Berlin, 1902–?)
- Zeus (Tschechoslowakei, Liberec, 1902–1912, Handelsmarke der Christian Linser Maschinenfabrik)
- ZIDmoto (Russland)
- Ziejanü (Deutschland, Nürnberg, 1924–1926)
- Zipp (Polen)
- Ziro (Deutschland, Forchheim und Fürth, 1919–1925)
- Zittavia (Deutschland, Zittau, 1924–1925)
- Zündapp (Deutschland, Nürnberg und München, 1917–1984)
- Zürtz-Rekord (Deutschland, Darmstadt, 1923–1925)
- Zweirad Union (Deutschland, Nürnberg, 1958–1966)
- Zwerg (Deutschland, Nürnberg, 1924–1925)

## Motorradmarken nach Staaten geordnet
| Inhaltsverzeichnis | Inhaltsverzeichnis  | Inhaltsverzeichnis | Inhaltsverzeichnis | Inhaltsverzeichnis | Inhaltsverzeichnis | Inhaltsverzeichnis | Inhaltsverzeichnis |
| ------------------ | ------------------- | ------------------ | ------------------ | ------------------ | ------------------ | ------------------ | ------------------ |
| Argentinien        | Belarus             | Belgien            | Bulgarien          | Dänemark           | Deutschland        | DDR                | Frankreich         |
| Großbritannien     | Indien              | Indonesien         | Italien            | Japan              | Jugoslawien        | Lettland           | Luxemburg          |
| Malaysia           | Neuseeland          | Niederlande        | Österreich         | Polen              | Portugal           | Russland           | Schweden           |
| Schweiz            | Spanien             | Südkorea           | Taiwan             | Tschechoslowakei   | Türkei             | Ukraine            | Ungarn             |
| USA                | Volksrepublik China |                    |                    |                    |                    |                    |                    |

### Argentinien
- Zanella

### Belarus
- Minsk

### Belgien
- Duval
- Flandria
- FN
- Gillet Herstal (Herstal)
- Minerva (Antwerpen)
- Royal Nord
- Saroléa

### Bulgarien
- Balkan

### Dänemark
- DISA
- Nimbus (Kopenhagen, 1932–1960)

### Deutschland
- Abako (Nürnberg, 1923–1925)
- A.B.C. (Berlin, 1922–1924)
- Abendsonne (Darmstadt, 1933)
- Achilles (Wilhelmshaven-Langewerth, 1953–1957)
- Adler (Frankfurt (Main))
- Adria (Kamenz, 1920–1923)
- Aeroplan (Kohlfurt, 1922–1925)
- A.F.W. (Brackel, 1924)
- Agon (Augsburg, 1925)
- Alba (Stettin-Möhringen)
- Albert (Schneeberg, 1922–1924)
- Albertus (Königsberg, 1922–1924)
- Alge (Leipzig-Knauthain, 1923–1931)
- Allright (Köln-Lindenthal)
- Almora (Duisburg, 1923)
- Amag (Berlin, 1924–1925)
- Amelung (Duisburg 19??–1975?)
- Ami (Berlin-Schöneberg, 1921–1925)
- Ammon (Berlin, 1923–1925)
- Amo (München, 1921–1924)
- Amo (Berlin-Schöneberg, 1949–1955)
- Andress (Düsseldorf, 1923–1928)
- Anker (Bielefeld, 1949–1953)
- Apex (Köln, 1925–1926)
- Arco (Speyer, 1922–1931)
- Ardie (Nürnberg 1919–1958)
- Argeo (Berlin, 1924–1927)
- Argul (Köln, 1923–1926)
- Ari (Plauen (Vogtland), 1924–1925)
- Aristos (Berlin, 1922–1924)
- Astoria (Nürnberg, 1923–1925)
- Astra (München, 1923–1925)
- Atlantic (Brackwede, 1924–1925)
- Atlantik (Bamberg, 1924–1925)
- Atlantis (Kiel, 1926–1932)
- Atlas (Leipzig-Lindenau, 1924–1929)
- Autinag (Düsseldorf-Mörsenbroich, 1924–1925)
- Auto-Ell (Stuttgart, 1924–1926)
- Autoflug (Berlin-Johannisthal, 1921–1924)
- Avis-Celer (Hannover, 1925–1931)
- Avola (Leipzig, 1924–1925)
- AWD (Düsseldorf/Breitscheid, 1921–1959)
- AWO (Suhl)
- Bafag (Achern, 1922–1924)
- Baier (Berlin, 1924–1929)
- Balaluwa (München, 1924–1925)
- B.A.M . (Aachen, 1933–1937)
- Bamar (Marburg, 1923–1925)
- Bamo (Bautzen, 1923–1925)
- Bastert (Bielefeld; 1949–1956)
- Bauer (Klein-Auheim, 1949–1953)
- Bayerland (München, 1924–1930)
- Bayern (München, 1923–1926)
- B.B. (Stettin, 1923–1925)
- Be-Be (Berlin 1924–1927)
- Becker (Dresden, 1903–1906)
- Behag (Bremen, 1924–1926)
- Bekamo (Berlin, 1922–1925)
- Beresa (Beckum, 1923–1925)
- Bergfex (Berlin, 1904–1909)
- Bergo (Kiel, 1924)
- Berlin (Berlin-Ludwigsfelde, 1958)
- Bero (Bückeburg, 1924–1925)
- Beuker (Bocholt, 1921–1929)
- Bimofa (Bielefeld, 1923–1925)
- Bismarck (Radevormwald, 1931–1956)
- Bleha (Neheim-Ruhr, 1923–1926)
- Blücher (Finsterwalde)
- BMW (München und Berlin, seit 1917)
- B.N.F. (Bielefeld, 1903–1907)
- Bodo (Thale, 1924–1925)
- Boge (Bielefeld, 1923–1927)
- Böhme (Berlin, 1925–1930)
- Braak (Gronau, 1923–1925)
- Brand (Berlin, 1925–1930)
- Brennabor (Brandenburg (Havel), 1901–1939)
- B. & S. (Berlin, 1925–1930)
- Bubi (Cleve, 1921–1924)
- Bücker (Oberursel, 1922–?)
- Bullo (Bremen, 1924–1926)
- Bülow (Magdeburg-Neustadt, 1923–1925)
- Burkhardtia (Magdeburg, 1903–1908)
- Busse (Magdeburg-Buckau, 1923–1928)
- Cambra (Berlin, 1921–1926)
- Centaur (Forchheim, 1924–1925)
- Charlett (Berlin, 1921–1924)
- Charlkron (Ohligs (Rheinland), 1925–1926)
- Cito (Suhl und Köln-Klettenberg, 1905–1923)
- Cityfix (Osnabrück, 1949–1953)
- C.L. (Hamburg, 1951)
- Claes (Mühlhausen (Thür.), 1904–?)
- C.M. (München, 1921–1923)
- Cockerell (München und Nürnberg)
- Compact (1901–1902)
- Corona (Brandenburg (Havel), 1900–1914)
- Cudell (Aachen)
- Cursy / Curwy (Sommerfeld (Brandenburg), 1921–1930)
- Cyclop (Elsdorf (Rheinland), 1922–1925)
- Cyklon (Berlin-Charlottenburg, 1901–1905)
- D.A.K. (Leipzig, 1923–1925)
- Danubius (Ratibor, 1923–1924)
- D.A.W. (München, 1924–1925)
- Defa (Berlin, 1921–1924)
- Deloma (Magdeburg, 1924)
- Delta (Solingen, 1924)
- Delta (Düsseldorf, 1921–1924)
- D.F.B. (Bergisch Gladbach, 1921–1924)
- DGW (Zschopau, zeitweise Nutzung statt DKW während eines laufenden Markenrechtsstreits)
- DIAG (Leipzig, 1921–1930)
- Diamant (Reichenbrand (Sachsen) und Brand-Erbisdorf, 1903–1908, 1926–1928)
- Diana (München, 1924–1925)
- Dieterle-Dessau (Dessau, 1921–1925)
- Difra (Frankfurt (Oder), 1923–1925)
- Dihl (Berlin, 1923–1924)
- Djounn (Berlin-Hohenschönhausen, 1925–1926)
- D.K.F. (Potsdam, 1923–1924)
- DKW (Zschopau (bis 1945) und Ingolstadt (ab 1949), 1958 zu Sachs-Gruppe)
- D.M.G. (Berlin, 1921–1924)
- Dobro-Motorist (Berlin-Charlottenburg, 1923–1925)
- Dolf (Frankfurt (Main), 1922–1925)
- D-Rad (Berlin-Spandau, 1921–1933)
- Dringos (Berlin, 1924–1925)
- D.S. (Hamburg-Stellingen, 1925)
- D.S.W. (Berlin-Charlottenburg)
- Dümo (Düsseldorf, 1924–1925)
- Dürkopp (Bielefeld, 1901–1959)
- D.W.B. (Bamberg, 1924–1926)
- Eber (Ebersbach (Sachsen), 1924–1928)
- E.B.S. (Berlin, 1925–1930)
- Eca (Hamburg, 1923–1924)
- Eceka (Berlin, 1924–1925)
- Eckl (Augsburg, 1923–1926)
- E.D. (Tuttlingen, 1926–1927)
- Ega (Gaggenau, 1923–1926)
- Eichelsdörfer (Nürnberg, 1929–1931)
- Eichler (Berlin, 1922–1925)
- Eisenhammer (Thalheim (Erzgebirge), 1923–1926)
- Elfa (Elsterwerda)
- Elfe (Leipzig und Dresden, 1923–1925)
- Elite (Brand-Erbisdorf, 1924–1928)
- Elring (Dresden-Blasewitz, 1924–1925)
- Elster (Elsterberg (Vogtland) und Mylau (Vogtland))
- E.M.A. (Aalen, 1922–1925)
- E.M.H. (Hamburg, 1927–1929)
- Emwe (Stettin, 1924–1925)
- Enag (Nürnberg, 1924–1925)
- Engel (Merseburg, 1925)
- E.O. (Brand-Erbisdorf, 1930)
- EPA (Nürnberg, 1924–1925)
- Ergo (Leipzig, 1924–1925)
- Erka (Schwabach, 1924–1925)
- Ermag (Erlangen, 1923–1929)
- Ernst-MAG (Breslau, 1926–1929)
- Eschag (Nürnberg, 1923–1925)
- Esch-Rekord (Köln, 1927–1928)
- Europa (München, 1931–1933)
- Evans-Pondorf (Berlin, 1925)
- Everest (Berlin, 1925–1926)
- Evo (Hannover. 1923–1925)
- Ewabra (Milspe (Westfalen), 1922–1925)
- Excelsior (München, 1923–1924)
- Excelsior (Brandenburg (Havel), 1901–1937)
- Express (Neumarkt und Nürnberg, 1903–1958)
- Fabula (Bielefeld, 1922–1924)
- Fadag (Düsseldorf, 1921–1925)
- Fafnir (Aachen, 1900–1912)
- Fagad (Gardelegen, 1923–1925)
- Faka (Salzgitter, 1952–1957)
- Falke (Tarthun b. Magdeburg, 1923–1925)
- Falter (Bielefeld, 1952–?)
- Fama (Kiel, 1923–1925)
- Famag (Schweinfurt, 1924–1925)
- Famo (Mannheim, 1923–1926)
- Favorit (Berlin)
- Favorit (Berlin, 1933–1938)
- F.B. (Breslau, 1923–1924)
- Fechtel (Gütersloh, 1924–1926)
- F.E.G. (Gera)
- Ferbedo (Nürnberg, 1954)
- Fex (Berlin-Neukölln, 1923–1924)
- F.H.G. (Krefeld, 1925–1926)
- Fichtel & Sachs (Schweinfurt)
- Fifi (Berlin, 1923–1924)
- Fix (Bremen, 1922–1926)
- F.K.S. (Berlin, 1921–1923)
- Flink (München, 1920–1922)
- Flottweg (München, 1921–1937)
- Flux (Berlin, 1923–1924)
- Forelle (Bad Wildungen, 1955–1958)
- Fortonia (Schloss Holte (Westfalen), 1924–1925)
- Fortuna (Nürnberg, 1921–1929)
- Frankonia (Schweinfurt, 1923–1925)
- Franzani (Nürnberg, 1921–1931)
- Freco (Hannover, 1923–1925)
- Freital (Zschopau, 1925–1926)
- Frimo (München, 1923–1925)
- Frischauf (Frankfurt (Main), 1928–1933)
- F.S.W. (Berlin, 1924–1926)
- Fubo (Stuttgart, 1923–1925)
- Gaggenau (München, 1925–1926)
- G.A.R. (Münster (Neckar), 1924–1926)
- Geha (Kempten, 1920–1923)
- Geier (Lengerich, 1932–1957)
- Geka (Rehburg, 1925)
- Ge-Ma-Hi (Magdeburg, 1924–1927)
- Geppert (Frankfurt (Main), 1925)
- Germania (Dresden, 1901–1908)
- Gervo (Schildsche (Westfalen), 1924–1925)
- Gnädig (Berlin, 1925)
- Gnom (Oberursel, 1921–1923)
- Göbel (Bielefeld, 1950er-Jahre)
- Goetz (Villingen, 1925–1935)
- Goggo (Dingolfing, 1951–1954)
- Gold-Rad (Köln, 1950er-Jahre)
- Golem (Zschopau und Berlin, 1921–1923)
- Göricke (Bielefeld, 1903–1907, 1920–1964)
- Gouverneur (Schöppenstedt (Niedersachsen) und Braunschweig, 1903–1907)
- Grade (Magdeburg, 1903–1925)
- Gritzner (Karlsruhe, 1903–1962)
- Grote (Berlin, 1924–1925)
- Grüco (Hamburg, 1924–1925)
- Gruhn (Berlin, 1920–1926)
- Gruhn (Berlin, 1921–1932)
- Grutzena (Belzig, 1925–1926)
- G.S. (Burg b. Magdeburg, 1922–1924)
- G.S. (Berlin, 1923–1925)
- G.S.M. (Niesky, 1926)
- Güldner (Aschaffenburg, 1925–1926)
- Gustloff (Suhl (Thüringen), 1934–1939)
- Hagel (Nürnberg, 1925–1925)
- Haja (Sendenhorst, 1924–1925)
- Hako (Rothenburg ob der Tauber, 1924–1925)
- Halumo (München, 1923–1926)
- Hanfland (Berlin, 1920–1925)
- Hansa (Bielefeld, 1922–1926)
- Haplamee (Salzwedel, 1925)
- Harras (Berlin, 1922–1925)
- Harso (Biebrich, 1920er-Jahre)
- Hartmann (Eisenach)
- Hascho (Mühlhausen (Thüringen), 1923–1925)
- Haschüt (Dresden, 1929–1931)
- Haweka (Hamburg, 1923–1926)
- Hecker (Nürnberg, 1921–1956)
- Heidemann (1949–1952)
- Heilo (Nürnberg, 1924–1925)
- Heinkel (Stuttgart, 1952–1962)
- Heli (Berlin, 1923–1925)
- Helios (München, 1922–1923, gehörte zu BMW)
- Hella (München, 1922–1924)
- Heller (Nürnberg, 1923–1926)
- Helo (Berlin, 1923–1925)
- Henkel (Mäbendorf (Thüringen), 1927–1932)
- Hens (Iserlohn, 1923–1925)
- Herbi (Bad Liebenwerda, 1928–1932)
- Hercules (Nürnberg, 1903-, zu Sachs)
- Herko (Bielefeld, 1922–1925)
- Herkra (Köln, 1922–1923)
- Herma (Augsburg, 1921–1924)
- Hermes (Berlin, 1924–1925)
- Herold (Berlin, 1923–?)
- Heros (Niederoderwitz (Sachsen) und Oberoderwitz (Sachsen), 1921–1929)
- Heros (Berlin, 1923–1924)
- Hertha (Berlin, 1925)
- Hess (Eberstadt, 1925)
- Hexe (Bamberg, 1923–1925)
- Hiekel (Leipzig-Thekla, 1925–1933)
- Hildebrand und Wolfmüller (München, 1894–1897, erster Motorradhersteller der Welt)
- Hirsch (Berlin, 1923–1924)
- Hirth (Stuttgart, 1924–1926)
- H.K.R. (Rothenburg ob der Tauber, 1925–1926)
- H.M.W. (Haspe (Westfalen), 1924)
- HMW (Freital-Hainsberg)
- Hochland (Landshut, 1926)
- Hoco (Minden, 1924–1928)
- Hoffmann (Lintorf, 1949–1954)
- Hoock (Köln, 1927–1929)
- Horex (Bad Homburg, 1923–1959)
- H. & R. (Niederoderwitz (Sachsen), 1921–1925)
- HUC (Berlin, 1924–1925)
- Hüffner (Münster (Westfalen), 1923–1925)
- Hulla (Hagen b. Bremen, 1923–1931)
- Hummel (Sittensen, 1951–1954)
- Husar (München, 1923–1925)
- Huy (Dresden, 1923–1926)
- Ideal (Dresden, 1924–1925)
- ILO (Pinneberg, 1923–1925)
- Imme (Immenstadt, 1948–1951)
- Imperia (Hersbruck, 1923–1925)
- Imperia (Köln-Kalk und Bad Godesberg, 1924–1935)
- Indus (Berlin, 1924)
- J.A.K. (Gochsheim (Unterfranken), 1922–1925)
- Jale (München, 1923–1925)
- Javon (Nürnberg, 1928–1932)
- J.H.C. (Nürnberg, 1922–1924)
- Joos (München, 1900–1907)
- J.S.L. (Liegnitz (Schlesien), 1923–1926)
- Juhö (Fürth, 1922–1924)
- Jurisch (Leipzig, 1926)
- Kadi (Mannheim, 1924–1925)
- Karü (Stockdorf (Oberbayern), 1922–1924)
- Katho (Hamburg, 1923–1925)
- K.C. (Magdeburg, 1922–1924)
- Keni (Berlin, 1921–1925)
- K.G. (Suhl und Köln, 1919–1932)
- Killinger & Freund (München, 1938)
- King-JAP (Augsburg, 1928–1930)
- Klotz (Stuttgart, 1924–1926)
- K.M.B. (Köln, 1924–1926)
- K.M.S. (Stuttgart, 1922–1926)
- Köbo (Barmen (Wuppertal), 1923–1926)
- Kobolt (München, 1924–1925)
- KOFA (Nürnberg, 1923–1925)
- Kolibri (München, 1923–1930)
- Kondor (Berlin, 1924–1925)
- Kosmos (Deutschland)
- Koster (Schwerin, 1923–1925)
- K.R. (München, 1925–1926)
- K.R. (München, 1930–1933)
- Kramer (Deutschland)
- Krauser (Mering)
- Kreidler (Kornwestheim, 1951–1990er-Jahre, zu Prophete)
- Krieger (Suhl, 1925–1926)
- Kroboth (Seestall (Lech), 1948–1954)
- K.R.S. (Regensburg, 1925–1926)
- Krupp (Essen, 1919–1922)
- K.S.B. (Bautzen, 1924–1929)
- K. & K. (Lehrte, 1924–1925)
- Kuli (Berlin, 1922–1924)
- Kurier (Berlin, 1921–1924)
- Kurras (Berlin, 1920er-Jahre)
- K.V. (Selb (Oberfranken), 1924–1925)
- K.Z. (Fürth, 1924–1925)
- L.D.R. (Augsburg, 1922–1925)
- Lebelt (Wilthen (Sachsen), 1925)
- Leifa (Kiel, 1924–1925)
- Leopard (Magdeburg, 1922–1926)
- L.F.G. (Berlin und Seddin (Pommern), 1921–1924)
- Liliput (Köln, 1923–1926)
- Linsner (München, 1922–1924)
- Lloyd (Bremen, 1922–1926)
- Lloyd (Nürnberg, 1923–1926)
- Lomos (Zschopau und Berlin, 1922–1924)
- Lord (München, 1929–1931)
- Lorenz (Stettin, 1921–1922)
- Lorenz (Berlin, 1921–1924)
- Lucas (Gotha, 1924)
- Ludolph (Bremerhaven, 1925)
- Lupus (Stuttgart, 1924–1926)
- Lutrau (Walldorf (Baden), 1924–1933)
- Lutz (Braunschweig, 1949–1954)
- LuWe (Freiburg (Breisgau), 1924–1928)
- L.W.D. (Detmold, 1923–1926)
- Mabeco (Berlin, 1922–1927)
- Mabret (Hamburg, 1927–1928)
- Maco (Eisenach, 1921–1926)
- Mafa (Marienberg (Sachsen), 1923–1927)
- Magnet (Berlin, 1901–1924)
- Maico (Pfäffingen, 1926–1996)
- Mammut (Nürnberg, 1925–1933)
- Mammut (Bielefeld, 1953–1956)
- Mars (Nürnberg, 1903–1958)
- Mas (München, 1923–1924)
- Matador (Staßfurt, 1925–1926)
- Maurer (Nürnberg, 1922–1926)
- Mawi (Swinemünde, 1923–1930)
- Max (Berlin-Schöneberg, 1924–1925)
- MBS (Deutschland)
- M.D. (München, 1922)
- Megola (München, 1921–1925)
- Meister (Bielefeld, 1949–1959)
- Menos (Berlin, 1922–1923)
- Merco (Berlin, 1922–1924)
- Meteor (Stettin, 1925–1926)
- Meteor (Hannover, 1924–1926)
- Meybein (Hittfeld (Hamburg), 1922–1926)
- Meybra (Bayreuth, 1923–1925)
- M.F. (Nürnberg, 1922–1925)
- M.F.B. (Hamburg, 1923–1924)
- M.F.B. (Naumburg (Saale), 1925–1927)
- M.F.Z. (Berlin-Köpenick, 1921–1928)
- M.G.F. (Berlin, 1926–1931)
- Michelsohn (Minden, 1923–1925)
- Miele (Bielefeld und Gütersloh, 1949–1954)
- Mimoa (Achern (Baden), 1924)
- M.J. (Immendingen, 1925)
- M.J.S. (Nürnberg, 1924–1925)
- M.M. (Minden, 1902–1906)
- M.M.M. (München, 1925)
- Mofa (Kemberg (Sachsen-Anhalt), 1920–1925)
- Moko (Schweiz / Deutschland)
- Motag (Berlin, 1923)
- Mota-Wiesel (1948–1952)
- Moto-Sport (Stuttgart-Fellbach, 1956–1959)
- Möwe (Mühlhausen (Thüringen), 1903–?)
- Müco (Augsburg, 1921–1924)
- M.U.F.I. (Hannover, 1925–1926)
- Münch (Niederflorstadt und Ossenheim und Altenstadt (Hessen), 1966–1976)
- MuZ (Zschopau, 1992–1998)
- M.W. (Altenberg-Noblitz, 1924–1926)
- MZ (DDR, Zschopau, 1956–1992, 1999–2008)
- Namapo (Stettin, 1922–1924)
- Nassovia (Wiesbaden, 1925)
- Neander (Euskirchen, 1923–1929)
- Necko (Lengerich, (Neckermann, Hersteller: Geier Werke))
- Nera (Kirchentellinsfurt, 1950–1952)
- Nestoria (Nürnberg, 1923–1931)
- Neve (Neumünster (Holstein), 1924–1926)
- N.I.S. (Nürnberg, 1925–1926)
- N.K.F. (Berlin-Tempelhof, 1924–1925)
- Nordstern (Wasseralfingen, 1922–1924)
- Norwed (Hannover, 1924–1926)
- NSH (Bad Hersfeld, 1923–1929)
- NSU (Neckarsulm, 1901–1966)
- Nux (Berlin, 1924–1925)
- Oberle (Singen (Hohentwiel), 1927–1929)
- OCRA (Nürnberg, 1923–1925)
- O.D. (Deutschland, Dresden und Brand-Erbisdorf, 1921–1955)
- Oda (Hamburg, 1924–1925)
- Oda (Hamburg, 1925–1926)
- Ofran (Magdeburg, 1923–1925)
- Ogar (Tschechoslowakei, Praha, 1934–1946)
- O.G.E. (Leipzig, 1921–1924)
- O.H.B. (Berlin, 1928)
- O.M. (Breslau, 1924–1926)
- Omnia (Bad Godesberg, 1931–1933)
- Opel (Rüsselsheim, 1901–1903, 1913–1924, 1928–1930)
- Ori (Brake (Westfalen), 1923–1925)
- ORIAL (Nürnberg, 1929–1931)
- Original-Krieger (Suhl, 1925)
- Orionette (Berlin, 1921–1925)
- Ortloff (Berlin-Charlottenburg, 1924–1926)
- Oruk (Chemnitz, 1922–1924)
- Oscha (Böhlitz-Ehrenberg (Sachsen), 1924–1925)
- Otto (München, 1928–1930)
- OWUS (Nürnberg, 1927)
- Paffrath (Altenburg (Sachsen), 1924–1926)
- Pamag (Paderborn, 1952–1953)
- Pan (Berlin, 1924–1925)
- Panther (Magdeburg und Braunschweig, 1903–1907)
- Panther (Löhne (Westfalen), 1933–1959)
- Paqué (Augsburg, 1922–1925)
- Patria (Solingen, 1925–1950)
- Pawa (Berlin, 1922)
- Pawi (Berlin, 1922–1924)
- PE (Hamburg, 1923–1924)
- Per (Deutschland, Braunschweig und Zwickau, 1924–1925)
- Perkeo (Berlin, 1924–1926)
- Permo (Holzhausen (Ammersee), 1952–1954)
- Perplex (Mannheim)
- Peters (Berlin, 1924)
- Pfeil (Mühlhausen (Thüringen), 1903–1907)
- Phänomen (Zittau, 1903–1907, 1930er-Jahre)
- Phänomen (Bielefeld, 1950–1956)
- Phantom (Berlin-Neukölln, 1921–1928)
- Phönix (Neheim (Ruhr), 1933–1939)
- Pilli (Hannover, 1924–1926)
- Pimph (Düsseldorf, 1925–1926)
- Pirol (Dortmund, 1949–1954)
- Ponny (Schildesche (Westfalen), 1924–1926)
- Pony (Frankfurt (Main), 1924–1926)
- Postler (1920–1925)
- Premier (Nürnberg, 1910–1913)
- Presto (Chemnitz, 1901–1903, 1930er-Jahre)
- Prior (Nürnberg, 1904–…)
- Progat (Burg b. Magdeburg, 1924–1926)
- Progress (Berlin-Charlottenburg, 1901–1912)
- Progreß (Stadelhofen (Baden), 1952–1962)
- Propul (Köln, 1925–1926)
- Rabeneick (Brackwede (Westfalen), 1930er-Jahre–1959)
- Radex (Neumarkt (Oberpfalz), 1950er-Jahre, Marke der Express Werke)
- Rapid (1924–?, Marke der Firma Gebrüder Lorenz)
- Ratingia (Ratingen, 1923–1925)
- Rau (Deutschland)
- Record (Berlin, 1922–1924)
- Reh (Hamburg, 1948–1953)
- Renner-Original (Dresden, 1924–1932)
- Rennsteig (Suhl, 1926–1930)
- Rex (Nürnberg, 1923–1925)
- Rex (München, 1953–1964)
- R. & F. (Deutschland München, 1924–1926)
- Ribi (Berlin, 1923–1925)
- Rinne (Berlin, 1925–1930)
- Riwina (Bielefeld, 1924–1925)
- Rixe (Brake (Westfalen), 1930er-Jahre, 1949–1984)
- R.M.W. (Neheim (Ruhr), 1925–1939)
- Robako (Berlin, 1924–1926)
- Roco (Berlin-Charlottenburg, 1922–1925)
- Roconova (Berlin-Charlottenburg, 1924–1926)
- Röhr (Landshut, 1952–1959)
- Roland (Berlin, 1923–1924)
- Rollfix (um 1958)[4]
- Roter Teufel (Berlin-Charlottenburg, 1923–1925)
- Rotter (Schönebeck (Elbe), 1924–1925)
- Royal (Berlin, 1902–1914)
- R.S. (Berlin-Spandau, 1924–1925)
- R.S. (Karlsruhe, 1925–1927)
- R.U.D (Dresden, 1927–1930)
- Rüder (Hamm, 1920er-Jahre)
- Runge (Hannover, 1923–1926)
- Ruppe (Berlin, 1927–1930)
- Rupp (Swinemünde, 1929–1931)
- RUT (Nürnberg, 1923–1924)
- Ruwisch (Köln-Ehrenfeld, 1948–1950)
- Sachs (Deutschland)
- Sachs (Nürnberg)
- S.A.R. (Berlin-Charlottenburg, 1923–1930)
- Sartorius (Bunzlau (Schlesien), 1924–1926)
- Saturn (Kamenz, 1924–1925, Marke der Steudel-Werke)
- S.B.D. (München, 1923–1924)
- Schliha (Berlin, 1924–1933)
- Schlimme (Falkenberg (Sachsen), 1924–1925)
- Schmidt (Fischendorf b. Leisnig, 1922–1924)
- Schneider (Görlitz, 1924–1926)
- Schnell-Horex (Karlsruhe, 1952–1954)
- Schroff-Record (Berlin, 1923–1925)
- Schunk (Zella-Mehlis (Thüringen), 1926–1928)
- Schürhoff (Bielefeld und Gevelsberg (Westfalen), 1920er-Jahre, 1949–1953)
- Schütt (Flensburg, 1933–1934)
- Schüttoff (Chemnitz, 1924–1932)
- Schwalbe (Aalen, 1924–1926)
- Schweppe (Dillenburg, 1949–1950)
- S.C.K. (Köln, 1924–1925)
- Seegard (Berlin, 1924–1925)
- Seith (Hof (Saale), 1949–1950)
- Sewüt (Schweinfurt und Würzburg, 1924–1926)
- S.F.W. (Wasseralfingen, 1924–1926)
- S & G (Nürnberg, 1926–1932)
- S.H. (Karlsruhe, 1925–1927)
- Sieg (Siegen, 1922–1930)
- Siegfried (Kyritz, 1924)
- Simson (DDR; Suhl, 1952–2002)
- Sitta (Sittensen, 1949–1955)
- Speed Monkey (Hannover)
- S.M.W. (Stockdorf (Oberbayern), 1923–1933)
- S. & N. (Dresden, 1901–1908)
- Snob (Düsseldorf, 1921–1925)
- Spiegler (Aalen, 1927–1932)
- Spieß (Berlin-Spandau, 1902–1907)
- Spindler (Kassel, 1923–1925)
- Standard (Hagen, 1922–1924)
- Standard (Ludwigsburg und Stuttgart und Plochingen (Neckar), 1925–1939)
- Star (Berlin, 1920–1924, Marke der Deutschen Industriewerke)
- Steib (Seitenwagenbau, Nürnberg, (1914–))
- Steidinger (St. Georgen (Schwarzwald), 1925–1927)
- Sterna (Berlin, 1922–1924)
- Sticherling (Egeln b. Magdeburg, 1923–1926)
- Stock (Berlin und Heidelberg, 1924–1933)
- Stoewer (Stettin, 1904–1905)
- Stolco (Stuttgart, 1922–1924)
- Strolch (1950–1959)
- Struco (Bielefeld, 1922–1924)
- Sturm (Lüneburg, 1923–1925)
- S. & U. (Nürnberg, 1925–1926)
- Sudbrack (Bielefeld, 1950–1952)
- Superia (Karlsruhe, 1925–1928)
- S.U.T. (Berlin, 1921–1927)
- Tarzan (München, 1925)
- T.A.S. (Saarbrücken, 1924–1931)
- Tautz (Leipzig, 1921–1923)
- Teco (Stettin, 1920–1926)
- Teko (Kolberg (Pommern), 1923–1925)
- Terra (Schweidnitz (Sachsen), 1922–1924)
- Teudelhoff (1901–1904)
- Tiger (Köln, 1901–1907)
- Tika (Bielefeld, 1921–1924)
- Tornax (Wuppertal, 1926–1955)
- Torpedo (Geestemünde, 1901–?)
- Torpedo (Frankfurt (Main), 1928–1953)
- Tremo (Berlin, 1925–1927)
- Tremonia (Dortmund, 1950er-Jahre)
- Trianon (Herford, 1922–1925)
- Triumph (auch TWN, Nürnberg, 1903–1957)
- Troll (Lamspringe, 1948–1951)
- Tropfen (Osnabrück, 1924–1925)
- T.X. (Berlin, 1924–1927)
- Ude (Bielefeld, 1924–1925)
- Universal (Dresden, 1925–1929)
- Universelle (Dresden, 1925–1929)
- Urania (Cottbus, 1934–1939)
- URS (Deutschland)
- UT (Stuttgart, 1925–1962)
- Varel (Varel, 1952–1953)
- Vaterland (Neuenrade (Westfalen), 1930er-Jahre)
- Venus (Donauwörth, 1953–1955)
- Victoria (Nürnberg, 1886–1959)
- Vindec-Special (Köln, 1903–1914)
- Vis (München, 1923–1925)
- V.S. (Köln, 1909–1914)
- Vollblut (Stuttgart, 1925–1927)
- Vomo (Nürnberg, 1922–1923)
- Voran (Berlin, 1921–1924)
- Wackwitz (Krefeld, 1920–1922)
- Walba (Reutlingen, 1949–1952)
- Walmet (Bad Wildungen, 1924–1926)
- Walter (Mühlhausen (Thüringen), 1903–1935)
- Wanderer (Chemnitz und Schönau (Sachsen), 1902–1929)
- Weber-MAG (Mannheim, 1926–1927)
- Wecoob (Oberursel (Taunus), 1925–1930)
- Wegro (Berlin, 1922–1923)
- Weise (Berlin)
- Weiss (München, 1925–1927)
- Wela (Apolda (Thüringen), 1925)
- Wels (Bautzen, 1925–1926)
- Welt-Rad (Schönebeck (Elbe), 1901–1907)
- Werno (Berlin, 1921–1924)
- Westfalia (Oelde, 1901–1906)
- Wiga (Ludwigshafen, 1928–1930)
- Wikro (Köln, 1924–1926)
- Wimmer (Sulzbach (Inn), 1921–1939)
- Windhoff (Berlin, 1925–1933)
- Wittekind (Bielefeld, 1952–1954)
- Wittler (Bielefeld, 1924, 1950–1953)
- W.K. (Berlin, 1920–1922)
- W.M.R. (Rottenburg (Neckar), 1927–1931)
- WOAG (Deutschland, Oldenburg/Oldb., 1921–1926)
- Wotan (Dresden und Chemnitz, 1923–1925)
- W.S.E. (Görlitz, 1924–1925)
- W.S.M. (München, 1922–1924)
- Wuco (Halle/Saale, 1925)
- Wurring (Breitscheid b. Düsseldorf, 1921–1939)
- Württembergia (Berlin und Velten (Brandenburg), 1925–1933)
- York (Halle (Saale), 1929–1930)
- Zegemo (Dresden, 1924–1926)
- Zehner (Suhl, 1924–1926)
- Zetge (Görlitz und Dresden, 1922–1926)
- Zeugner (Berlin, 1902–?)
- Ziejanü (Nürnberg, 1924–1926)
- Ziro (Forchheim und Fürth, 1919–1925)
- Zittavia (Zittau, 1924–1925)
- Zündapp (Nürnberg und München, 1917–1984)
- Zürtz-Rekord (Darmstadt, 1923–1925)
- Zweirad Union (Nürnberg, 1958–1966)
- Zwerg (Nürnberg, 1924–1925)

### Deutschland (DDR)
- IFA (DDR, Zschopau, 1945–1959)
- EMW (DDR, Eisenach, 1948–1957)
- MZ (Deutschland, DDR, Zschopau, 1956–1992)
- Simson (Deutschland, DDR, Suhl, 1952–2002)

### Frankreich
- Aiglon
- Alcyon
- Armor (Paris, 1910–1934, zu Alcyon)
- Automoto (Paris, Beaulieu, Saint-Étienne, 1901–1962)
- Boxer
- Derny
- DS-Malterre
- Gillet
- Gnôme & Rhône
- Griffon (Courbevoie)
- Jack Sport (Paris)
- Janoir (St. Ouen)
- Jonghi (La Courneuve, 1930–1957)
- Lurquin-Coudert (Paris)
- Magnat-Debon (Frankreich) (1906–1930, ab 1930 zu Terrot)
- Martin
- Mobylette (Marke von Motobécane)
- Monet et Goyon (Mâcon)
- Motobécane (1923–1984)
- Motolux (Luxemburg)
- Peugeot (seit 1898)
- Side-Bike (Motorradgespanne)
- Smart (1922–1927)
- Soyer & Clapson (19–1934)
- Terrot (Dijon, 1902–1958)
- Voxan
- Werner (Paris)

### Großbritannien
- ABC (Byfleet (Surrey))
- Aberdale (1947)
- Abingdon (1903–1925)
- A.J.S.
- Ariel
- Armstrong
- Baughan (Harrow (Middlesex))
- Brough Superior
- BSA
- Calcott (Coventry)
- Calthorpe
- Campion (Nottingham)
- CCM
- Clyno (Wolverhampton)
- Condor
- Corda
- Cotton
- Coventry-Eagle
- Coventry-Victor
- Dixon
- DOT (Salford)
- Douglas (Bristol)
- Dresda
- Dunelt
- Dunstall
- Duzmo
- Economic (London)
- EMC
- Greeves
- Hesketh
- HRD (Birmingham, 1924–1928)
- Humber Motorcycles
- Levis (1911–1940)
- Matchless (London)
- Megelli (seit 2004)
- Montgomery Motorcycles (Coventry, 1913–1939)
- New Hudson
- New Imperial
- Norton
- NUT Motorcycles (Newcastle Upon Tyne, 1912–1933)
- OK-Supreme
- Panther
- Phelon & Moore
- Precision (Glasgow)
- Premier (1908–?)
- Raleigh
- Rex-Acme (Coventry, 1900–1933)
- Rex (Birmingham und Coventry)
- Rickman
- Riley
- Royal Enfield
- Rudge (Coventry)
- Saracen
- Scott
- Seeley (Belvedere (Kent), 1966–1979)
- Sprite
- Sunbeam
- Triumph
- Velocette
- Vincent
- Weller (West Norwood (London))
- Zenith

### Indien
- Bajaj
- Hero
- Kinetic Motor
- Lohia Machinery Limited (LML)
- Royal Enfield
- TVS Motor Company

### Indonesien
- Minerva Sachs (seit 2000)

### Italien
- Abignente (1926)
- Aermacchi
- Agrati (ab 1961 zu Garelli (Capri Roller))
- Alpino
- Ancillotti
- Aprilia (zu Piaggio)
- Aspes (Gallarate, 1955–1985)
- Benelli (zu Qianjiang)
- Beta
- Bianchi
- Bimota
- BM (Bologna)
- Borile
- Cagiva (zu MV Agusta)
- Capriolo
- Ceccato
- Chiorda
- Cimatti (Bologna)
- CR&S (Milano)
- Della Ferrera
- Demm
- Ducati (seit 2012 zu Audi)
- Fantic
- Fongri (Turin)
- Garelli
- G.D.
- Ghezzi-Brian
- Gilera (zu Piaggio)
- Gori
- Guazzoni
- Husqvarna (Schweden/Italien, seit 2013KTM früher BMW und MV Agusta)
- Intramotor Gloria
- Iso
- Italemmezeta
- Italjet Moto (zu Kinetic)
- Jamathi
- Kosmos (Rastignano, Marke von Moto BM)
- Kram-It
- Laverda (zu Aprilia)
- Lem
- Magni
- Malaguti
- Malanca
- Minarelli
- Mi-Val (Brescia)
- MM
- F.B Mondial
- Morbidelli (Pesaro)
- Motobi (Pesaro)
- Moto BM (Rastignano)
- Moto Guzzi (seit 2004 zu Piaggio)
- Motom
- Moto Morini
- MV Agusta
- Parilla (Milano)
- Rumi
- Swm
- Temperino (Turin)
- TM
- T.M.
- Vertemati
- VOR (zu Vertemati)
- Vyrus
- Zanetti

### Japan
- Abe Star (1951–1959)
- Bridgestone
- Hodaka (USA/Japan, 1964–1979)
- Honda
- Kawasaki
- Suzuki
- Tohatsu
- Yamaha

### Jugoslawien
- Tomos

### Lettland
- Riga

### Luxemburg
- Motolux (Frankreich, Luxemburg)

### Malaysia
- Modenas

### Neuseeland
- Britten

### Niederlande
- A.G.S.
- Altena (Heemstede)
- Batavus
- Cyrus
- Eysink (Amersfoort)
- Sparta
- Van Veen (Amsterdam, 1974–1981)

### Österreich
- Alfa-Gnom (Wiener Neustadt, 1927–1928)
- Allstate (Graz, Exportmarke von Puch)
- Apfelbeck (Waltendorf b. Graz, 1930er-Jahre–1987)
- Austria (Trautmannsdorf, 1930–1933)
- Austria-Alpha (Wien, 1933–1952)
- Austro-Ilo (Wien, 1938)
- Austro-Motorette (Puntigam b. Graz, 1921–1927)
- Austro-Omega (Korneuburg, 1930–1939)
- Bartisch (Wien, 1928) (a)
- Bison (Liesing b. Wien, 1924–1926)
- Bock & Hollender (Wien, 1905–1911)
- Brée (Wien, 1920er-Jahre)
- Cless & Plessing (Graz, 1903–1906)
- Colibri (Wien, 1953)
- Degen (Wien, 1920er-Jahre–1930er-Jahre)
- Delta-Gnom (Wien, 1925–1939, 1953–1959)
- D.S.H. (Wien und Inzersdorf b. Wien, 1924–1929)
- E.M. (Wien, 1928–1931)
- Err-Zett (Wien, 1938)
- F.A.R. (Wiener Neustadt, 1924–1927)
- Force (Wien, 1925–1926)
- Freyler (Wien, 1928–1929)
- Gazda (Wien, 1926)
- Generic
- Gigant (Wien, 1936–1939)
- Glockner (Biberwier (Außerfern), 1950er-Jahre)
- Golo (Wien, 1923–1925)
- Hai (Mauer b. Wien, 1938–1939)
- H.M.K. (Wien, 1937–1948)
- HMW (Hallein, 1949–1964)
- Husaberg (Schweden/zu KTM)
- Kauba (Wien, 1953)
- Krammer (Wien, 1927–1929)
- KTM (Mattighofen, 1954–1991; 1992 als KTM-Sportmotorcycle AG wiedergegründet)
- L.A.G. (Liesing b. Wien, 1921–1929)
- Lanco (Wien, 1921–1926)
- Lohner (Wien, 1950er-Jahre)
- Messner (Wien, 1928–1932)
- Mezo (Wien, 1921–1924)
- Montlhéry (Wien, 1926–1928)
- Moser (Mattighofen, 1953–1954, Vorgänger von KTM)
- M.T. (Traiskirchen und Wien, 1925–1935)
- Müller (Wien, 1924–1926)
- Niesner (Wien, 1905–1914)
- O & B (Wien, 1904)
- Perpedes (Wien, 1923–1926)
- Persch (Graz, 1923–1925)
- Pichler (Wien, Ende der 1920er-Jahre)
- Puch (Graz, 1903–2000)
- Reform (Wien, 1903)
- Rotax (Gunskirchen b. Wels)
- R.W.C. (St. Christophen b. Neulengbach (Niederösterreich), 1953–?)
- Scheibert (Wien, 1911–1913)
- Smart (Wiener Neustadt, 1925–1932)
- Styriette (Graz, 1938, Marke von Steyr-Daimler-Puch)
- Titan (Puntigam bei Graz, 1927–1933)
- Werner-MAG (Wien, 1928–1930)
- Wespe (Wien, 1937)
- W.K.B. (Wien, 1923–1924)
- W. & W. (Wien, 1925–1927)
- York (Wien, 1927–1929)

### Polen
- Condor
- Romet
- Junak (Szczecin, 1956–1965)
- S.F.M.
- Sokół
- W.F.M.
- WSK

### Portugal
- AJP Motos
- Casal
- Famel
- Vilar

### Russland
- Ish (Izh)
- Tutaevo
- Tula
- Ural (Irbit)
- ZID
- ZIDmoto

### Schweden
- Highland
- Husaberg (Schweden/Österreich, seit 1995 zu KTM)
- Husqvarna (Schweden/Italien, seit 2013 zu KTM früher BMW und MV Agusta)
- Lito
- Monark
- Rex (Halmstad)
- Nymanbolagen (Uppsala, -1960)
- VABIS (Södertälje)

### Schweiz
- Allegro
- Ami
- Condor (Courfaivre)
- Darling
- DUSS
- Ecomobile
- Egli
- Forster
- Moko (Schweiz / Deutschland)
- Moser
- Moto Rêve
- Motosacoche (Genf)
- Royal Standard
- Universal
- Zehnder

### Spanien
- Bultaco (Barcelona, 1959–2001)
- Clúa (Barcelona)
- Derbi (zu Piaggio)
- Diemen (Diego Mendiola, Elche)
- Ducati Mototrans
- Ducson (Barcelona)
- Elig (Elche)
- G.A.C. (Garate, Anitua y Compañía, Eibar)
- GasGas
- Lube
- Montesa
- Motorhispania
- OSSA
- Rieju
- RMH (Rafael Mira e Hijos, Valencia)
- Salvador (Barcelona)
- Setter (Elche)
- Sanglas
- Sherco

### Südkorea
- Daelim (zu Kia Motors)
- Hyosung

### Taiwan
- Adly, chinesisch 合騏 (Taiwan)
- AEON, chinesisch 宏佳騰 (Taiwan)
- CHM, chinesisch 協合 (Taiwan)
- CPI, chinesisch 捷穎 (Taiwan)
- E-TON, chinesisch 益通 (Taiwan)
- EVT, chinesisch 易維特 (Taiwan)
- Fuechan, chinesisch 富展 (Taiwan)
- Hartford, chinesisch 哈特佛 (Taiwan)
- JM, chinesisch 彰田 (Taiwan)
- JSFCO, chinesisch 景興發 (Taiwan)
- Kymco, chinesisch 光陽 (Taiwan)
- LANDLEX chinesisch 力宏 (Taiwan)
- LIDAO, chinesisch 力道 (Taiwan)
- PGO, chinesisch 比雅久 (Taiwan)
- Shang Wei, chinesisch 上暐 (Taiwan)
- She Long, chinesisch 協隆 (Taiwan)
- SMC, chinesisch 正鶴 (Taiwan)
- SunWorld, chinesisch 詳暉 (Taiwan)
- Unili, chinesisch 優耐立 (Taiwan)
- WJ, chinesisch 煒傑 (Taiwan)
- Wu's, chinesisch 伍氏 (Taiwan)

### Tschechoslowakei
- Achilles (Horní Police, 1910er-Jahre–1930er-Jahre)
- Aeros (Kadaň, 1927–1929)
- Aza (Praha, 1924–1925)
- B.A.F. (Praha, 1927–1929)
- Barry (Mohelnice, 1932–1938)
- B.D. (Praha, 1927–1929, Vorgänger von Praga)
- Bekamo (Rumburk, 1925–1929)
- Bezděz (Bělá pod Bezdězem, 1923–1926)
- Böhmerland (Krásná Lípa, 1925–1939)
- B.V. (Prostějov, 1925–1930)
- Č.A.S. (Praha, 1920–1924)
- Č.Z. (Tschechien, Strakonice)
- Eisler (Boskovice, 1922–1924)
- ESO (Divišov, 1948–?)
- G.H. (Šumperk, 1924–1925)
- Grizzly (Pardubice, 1924–1933)
- Hurikan (České Budějovice, 1947)
- Itar (Praha, 1917–1930)
- J.A.C. (Horaždòvice, 1929–1933)
- Jawa (Praha-Nusle)
- Jelinek (Praha, 1904–1908)
- J.F.K. (Praha, 1923–1926)
- Jules (Brno, 1929–1934)
- Kilear (Brno-Maloměřice, 1924–1926)
- Koch (Praha, 1934–1935)
- Kohout (Brno, 1904–1906)
- Laurin & Klement (Mladá Boleslav, 1899–1907)
- Linser (Liberec, 1904–1914)
- Manet (Považská Bystřica, 1948–1965)
- M.A.T. (Praha, 1929)
- M.B. (Praha, 1927–1928)
- M.C. (Praha, 1925–1928)
- Meteor (Praha, 1909–1926)
- Neco (Bratislava, 1923–1927)
- Novicum (Praha, 1904–1908)
- Orion (Slány, 1902–1933)
- Perun (Turnov, 1904–?)
- Peta (Plzeň, 1921–1924)
- Poustka (Praha-Vinohrady, 1924–1934)
- Praga (Praha-Karlin, 1929–1935)
- Premier (Cheb, 1913–1933)
- Republic (Mladá Boleslav, 1899–1907, Exportmarke von Laurin & Klement)
- R. & K. (Šternberk, 1924–1926)
- Rössler & Jauernig (Ústí nad Labem, 1902–1907)
- Rulliers (Praha, 1925–1929)
- Sagitta (Praha-Vinohrady, 1928–1930)
- Satan (Praha, 1929)
- S-Fortis (Jaktar (Opava), 1929–1931)
- Sirocco (Šumperk, 1925–1928)
- Sko (Praha, 1925)
- Slavia (Mladá Boleslav, 1899–1907, Exportmarke von Laurin & Klement)
- Stadion (Rabovnik, 1930er-Jahre–1950er-Jahre)
- Terrot (Olomouc, 1927–1935)
- Torpedo (Kolín nad Labem, 1903–1914)
- Tripol (Rokycan, 1925–1926)
- Trusty (Liberec, 1926–1930)
- Velamos (Šumperk, 1928–1935)
- Walter (Jinonice, bis 1927)
- Weber & Reichmann (Varnsdorf)
- Zeus (Liberec, 1902–1912, Handelsmarke der Christian Linser Maschinenfabrik)

### Türkei
- Ramzey

### Ukraine
- Dnepr
- KMZ (zu Dnepr)

### Ungarn
- Berva (Budapest, 1961–1972)
- Csepel (Budapest, 1949–1954)
- Danuvia (Budapest, 1955–1963)
- Dormann (1920–1937)
- EMMAG (1924–1927)
- FP (1924–1925)
- Matra (1930er-Jahre)
- Méray (1920–?)
- Nova (1925–1928)
- Panni (Budapest, 1959–1962)
- Pannonia (Budapest, 1954–1975)
- White (Budapest, 1954–1975, Exportmarke von Pannonia)
- WMB (Budapest, 193?–1939)

### Vereinigte Staaten von Amerika
- A.C.E.
- American IronHorse (Vereinigte Staaten, Fort Worth, Texas, 1995–2008)
- Auto-Bi (Buffalo NY, 1902–1912)
- Boss Hoss
- Buell (East Troy WI, zu Harley-Davidson)
- Cleveland
- Confederate (Birmingham AL)
- Crocker Motorcycles
- EBR (East Troy, 2009–2015)
- Excelsior
- Fischer
- Harley-Davidson
- Henderson (1911–1931)
- Hodaka (USA/Japan, 1964–1979)
- Indian
- Iver Johnson (Fitchburg MA, 1910–1916)
- Joerns
- Marsh (Brockton MS, 1900–1906)
- Merkel
- Michaelson (Minneapolis MN)
- Miller Balsamo
- MTT
- Neracar
- Orange County Choppers
- Orient-Aster (Waltham MS, 1899–?)
- Pope-Hartford (Hartford CT)
- Rokon
- Thomas Auto-Bi (Buffalo NY, 1900–1912)
- Thor (Aurora IL, erloschen vor Erstem Weltkrieg)
- Victory (Tochterfirma der Polaris Industries, Inc.)

### Volksrepublik China
- Baotian, chinesisch 宝田 (Volksrepublik China)
- Benzhou (VR China)
- CFMOTO, chinesisch 春風 (Volksrepublik China)
- Changjiang, chinesisch 长江 (Volksrepublik China)
- CJYM, chinesisch 建設 (Volksrepublik China)
- Dayang, chinesisch 大陽 (Volksrepublik China)
- Ek Chor, chinesisch 易初 (jetzt Shanghai Xingfu, Volksrepublik China)
- Emeishan, chinesisch 峨眉山 (Volksrepublik China)
- Eshine, chinesisch 翼翔 (Volksrepublik China)
- Fulaitai, chinesisch 福來泰 (Volksrepublik China)
- Futong, chinesisch 无锡富通 (Volksrepublik China)
- FYM, chinesisch 飞鹰 (Volksrepublik China)
- Gamma, chinesisch 加瑪 (Volksrepublik China)
- Geely, chinesisch 吉利 (Volksrepublik China)
- HangLong, chinesisch 航龍 (Volksrepublik China)
- Haojue, chinesisch 豪爵 (Volksrepublik China)
- Hensim, chinesisch 恆勝 (Volksrepublik China)
- Hongdu Changjiang, chinesisch 洪都长江 (Volksrepublik China)
- Hua Sha, chinesisch 华日 (Volksrepublik China)
- Huawinmotor, chinesisch 華鷹 (Volksrepublik China)
- Jialing, chinesisch 嘉陵 (Volksrepublik China)
- Jianshe, chinesisch 重庆建设 (Volksrepublik China)
- Jincheng Suzuki, chinesisch 金城 (Volksrepublik China)
- Jing Gang Shan, chinesisch 井冈山 (Volksrepublik China)
- JL, chinesisch 鴻運來 (Volksrepublik China)
- Jonway, chinesisch 永源 (Volksrepublik China)
- Kanced, chinesisch 康鑫 (Volksrepublik China)
- Kanda (Volksrepublik China)
- Kingpeng, chinesisch 鵬王 (Volksrepublik China)
- Kinlong, chinesisch 勁隆 (Volksrepublik China)
- Lifan (Volksrepublik China) History (Memento vom 14. April 2002 im Internet Archive)
- Lingben, chinesisch 凌本 (Volksrepublik China)
- LingKen (Volksrepublik China)
- Loncin, chinesisch 隆鑫 (Volksrepublik China)
- MeiTian, chinesisch 上海美田 (Volksrepublik China, Shanghai)
- Mulan, chinesisch 木蘭 (Volksrepublik China)
- Qianjiang, chinesisch 錢江 (Volksrepublik China)
- Qingqi, chinesisch 輕騎 (Volksrepublik China, Jinan/Provinz Shandong)
- QiSheng, chinesisch 琪盛 (Volksrepublik China)
- Sandi, chinesisch 三迪 (Volksrepublik China)
- Sky Team, (zu Jiangsu Sacin Motors, Volksrepublik China)
- Shandong Pioneer, chinesisch 山东先锋 (Volksrepublik China)
- Sundiro, chinesisch 海南新大洲 (Volksrepublik China)
- Taotao Group Xiangyuan (Volksrepublik China)
- Wuyang-Honda (Volksrepublik China)
- Xingchang, chinesisch 星昶 (Volksrepublik China)
- Xingfu, chinesisch 幸福 (zu Shanghai Automobile Industry Co., Volksrepublik China, Shanghai)
- Xingyue, chinesisch 星月 (Xingyue Group China)
- Yuehao, chinesisch 粵豪 (Volksrepublik China)
- Zip Star, chinesisch 力之星 (Volksrepublik China)
- Zongshen, chinesisch 宗申 (Volksrepublik China)
- Zunlon, chinesisch 尊隆 (Volksrepublik China)